# Egon Schiele
Egon Schiele (12. června 1890 Tulln – 31. října 1918 Vídeň) byl rakouský malíř a kreslíř; žák Gustava Klimta. Poté, co opustil vídeňskou secesi, si vytvořil vlastní působivý styl, jenž svou náladou zapadá do evropského expresionismu. Je autorem provokativních aktů v pohnutých pozicích, portrétů měst a vlastních podobizen. Často pobýval a tvořil v Českém Krumlově, ze kterého pocházela jeho matka.

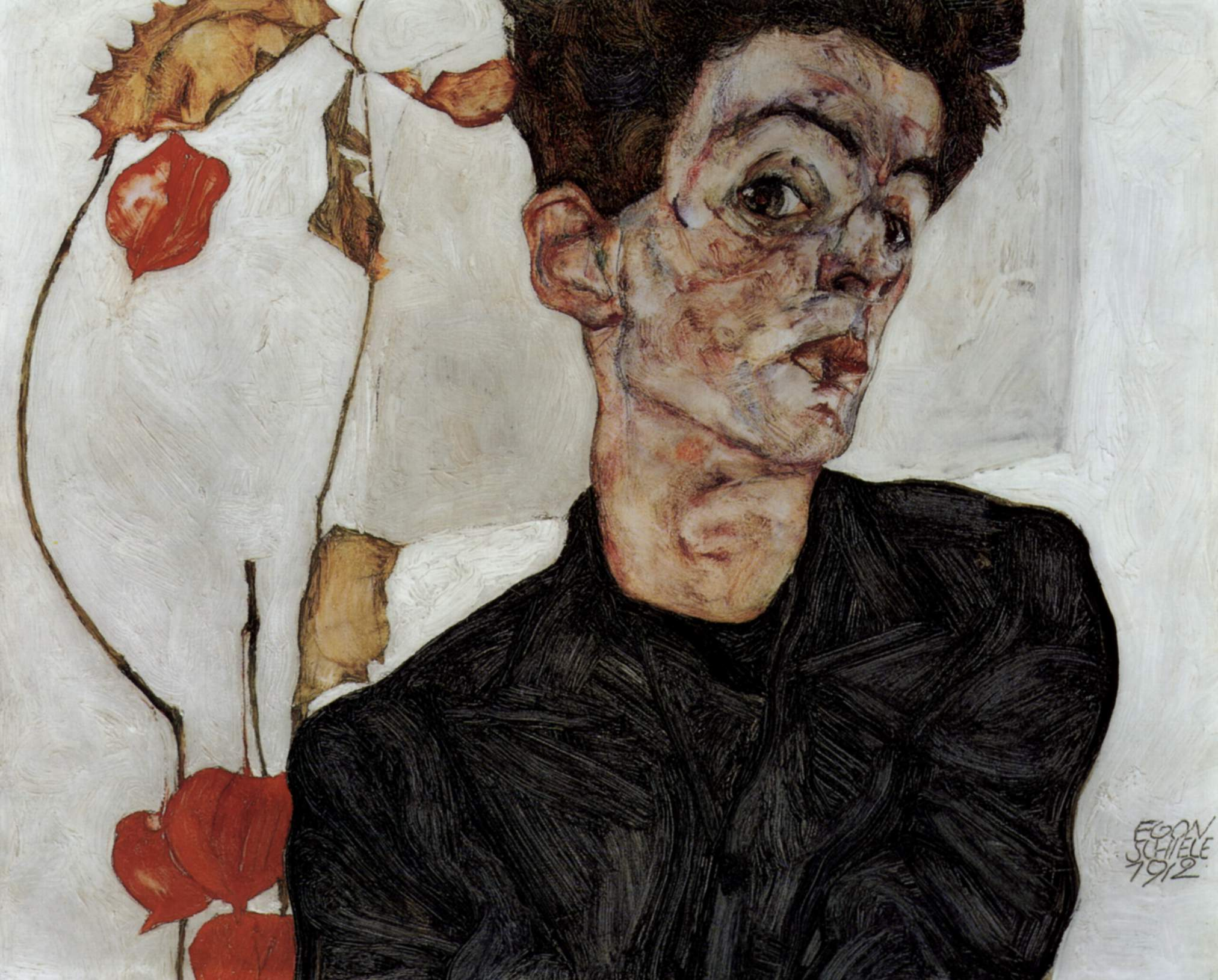
Autoportrét (1912)

## Život

### Dětství a studia
Narodil se 12. června 1890 v Tullnu v Dolních Rakousích. Dědeček z otcovy strany Karl Ludwig Schiele pracoval jako přednosta stanice na rakouských drahách. Babička pocházela z německého Ballenstedtu. Jeho matka Marie, rozená Soukupová, pocházela z Českého Krumlova. Po otci z Mírovic[kde?] byla napůl Češka a po mamince z převážně německého Krumlova napůl Němka. Roku 1880 porodila děvče a roku 1881 chlapce, oba se však narodili mrtví. Elvira, narozená roku 1883, se dožila jen deseti let. Roku 1886 se jí narodila dcera Melanie a po Egonovi přišla roku 1893 na svět jeho oblíbená sestra Gertrude.
Zdá se, že měl zvlášť blízký vztah k svému otci Adolfovi, jenž pocházel z Vídně a byl přednostou železniční stanice v Tullnu. Po něm zdědil celoživotní zálibu v železnici. Jeho dědeček byl železničním inženýrem a stejně tak i Egonův pozdější poručník Leopold Czihaczek. U dráhy pracovala i sestra Melanie.
Byl plachý a uzavřený a raději se zabýval sám sebou, než aby vyhledával společnost druhých. Byl tiché dítě, jež se nevyznačovalo ctižádostí nebo zvláštním nadáním ani na reálném gymnáziu v Kremži (1902), ani v Klosterneuburgu (1902–1906). Jednu třídu musel dokonce opakovat, což později komentoval nepřívětivou poznámkou, že jeho „neomalení učitelé“ byly vždy jeho „nepřáteli“. Jediný předmět, v němž prokázal píli a nadšení, bylo kreslení. Jeho učitel z Klosterneuburgu Ludwig Karl Strauch, malíř Max Kahrer a augustiniánský kanovník Wolgang Pauker ho v tom s porozuměním podporovali. Byli to oni, kdo přes námitky jeho poručníka Leopolda Czihaczeka schválili roku 1906 Schieleho žádost o přijetí na akademii.
Předcházející rok patřil v jeho životě k jedněm z nejbolestnějších. Dne 1. ledna 1905 zemřel na progresivní paralýzu jeho otec. Kromě finančních obtíží, jež měla otcova smrt za následek, zůstal nyní bez nejdůležitější osoby ve svém životě. Nikdy neměl nijak zvlášť důvěrný či dokonce vřelý vztah k matce. Ovšem ztráta otce jej natrvalo poznamenala. Zkušenost smrti, která rodině Schielových věru nebyla cizí, mladého Egona podle jeho vlastních slov silně ovlivnila i jako umělce. Smrt se pro něj stala významným námětem tvorby. Zpočátku však měla otcova smrt za následek, že se, coby jinoch, cítil jako jediný „muž“ v domácnosti a snažil se vyvážit ztrátu uctívaného otce stupňováním sebevědomí.
Roku 1906 se mu podařilo u matky a poručníka Leopolda Czihaczeka, jenž byl sice milovníkem hudby, ale výtvarnému umění nerozuměl, prosadit přání stát se malířem a začít studovat na vídeňské akademii. Začal ve třídě Christiana Griepenkerla (1839–1916), malíře historických obrazů a portrétů. Již během studia u „staromódního“ Griepenkerla jej mnohem víc zaujal lineárně plošný styl Gustava Klimta a secesionistů, což se též projevilo v několika menších pracích. Ještě v době, kdy byl Schiele na akademii, stal se pro něj Klimt vzorem, který uctíval po celý život.

### Počátky samostatné tvorby

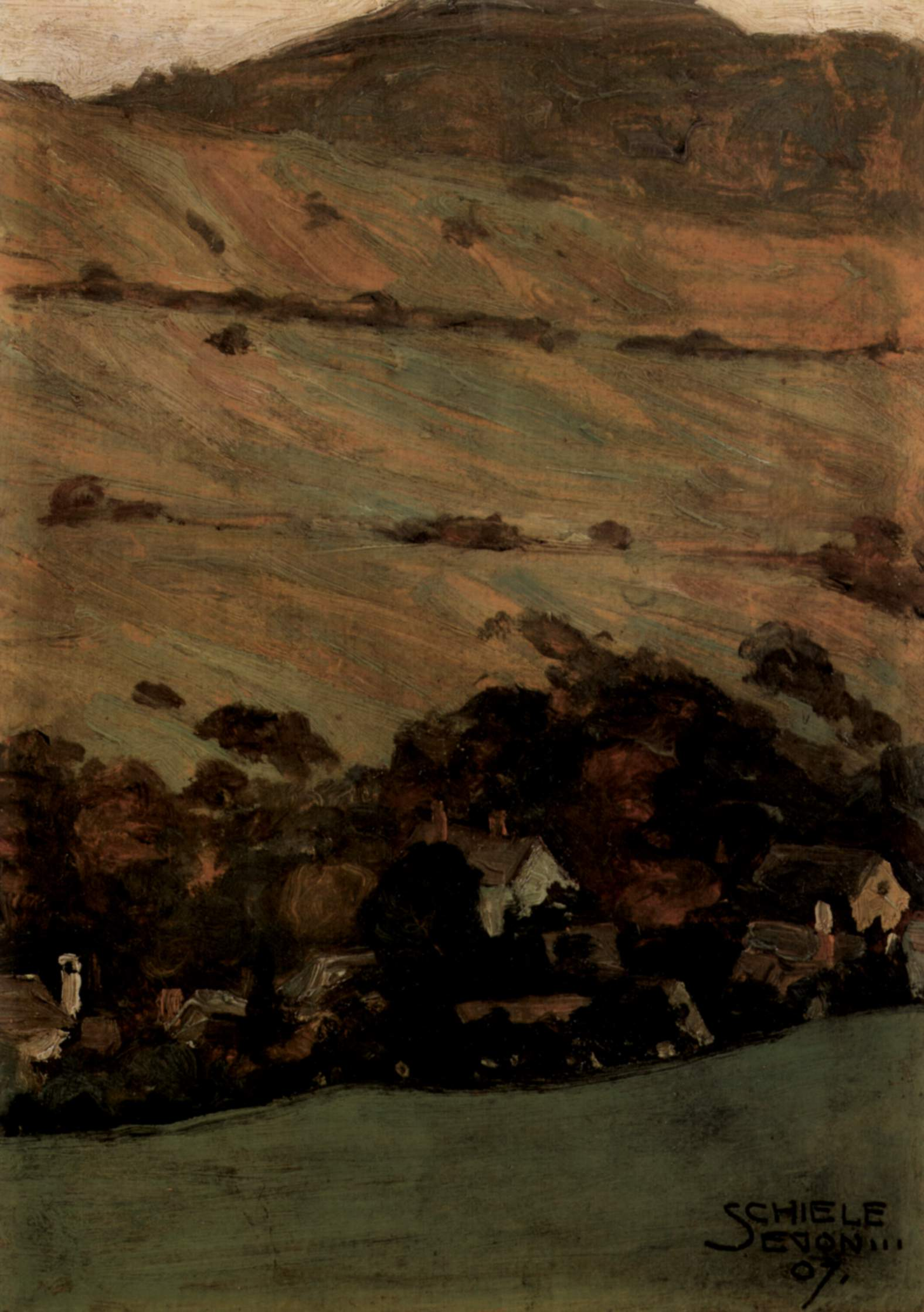
Město Hauser von Berghang (1907)

V roce 1909 opustil akademii, kde mimochodem nijak zvlášť neprospíval, a se svými přáteli a bývalými Griepenkerlovými žáky Antonem Faistauerem, Karlem Zakovsekem a jinými založil Skupinu nového umění (Neukunstgruppe), která však neměla dlouhého trvání. V manifestu, který vyšel v roce 1914 v poněkud opravené podobě v časopise Die Aktion, popsal umělce jako člověka povolaného a načrtl překvapující krédo: „Nový umělec je a musí být za každou cenu sebou samým, musí být tvůrcem, musí stavět základ bezprostředně, bez použití všeho minulého a tradičního, zcela sám. Pak je novým umělcem.“
Druhá Mezinárodní přehlídka umění (Internationale Kunstschau) v roce 1909 poskytla Schielemu první příležitost zúčastnit se významné výstavy. Čtyři z jeho portrétů byly vystaveny v místnosti spolu s kresbami Oskara Kokoschky, který vyvolal rozruch už předchozího roku na první Mezinárodní přehlídce umění. V následujícím roce však vzbudil sotva větší pozornost než Schiele. Zdá se, že Kokoschka cítil v o čtyři roky mladším Schielem vážného soka a později na jeho adresu vyslovil několik tvrdých poznámek.
Po první neúspěšné Mezinárodní výstavě nebylo tedy divu, že se „vydal na cestu sám“. V dopisu dr. Josefu Czermakovi z roku 1910 zdůraznil, že brzy bude vystavovat „sám“ v Mietkeho galerii, a dopis ukončil obratem, který dokumentuje, že se stal sám sebou: „Do března jsem prošel Klimtem. Dnes myslím, že jsem zcela jiný…“
K prvnímu setkání s Gustavem Klimtem došlo pravděpodobně v témže roce. Během něj vyslovil prosbu, zda by si nemohli vyměnit práce, a naivně řekl, že by s radostí dal několik svých vlastních kreseb za jedinou Klimtovu. Klimt odpověděl: „Pročpak si se mnou chcete vyměnit listy? Stejně kreslíte lépe než já…“ Rád souhlasil s výměnou a ještě koupil několik dalších kreseb, což jej značně potěšilo, přinejmenším stejně jako výměna.
Roku 1910 si společně s přítelem Erwinem Osenem (1891–1970) poprvé pronajali ateliér v Českém Krumlově. V dopise, který téhož roku napsal svému pozdějšímu švagrovi Antonu Peschkovi, oznámil svůj „útěk“ z Vídně a odůvodnil jej svým odporem k hlavnímu městu: „Peschko, chci opustit Vídeň velmi brzy. Jak je tu hnusně! Každý mi tu závidí a všichni jsou úskoční. Dřívější kolegové na mě pohlížejí nenávistnýma očima. Ve Vídni jsou stíny. Město je černé. Chci být sám. Chci odjet na Šumavu. Květen, červen, červenec, srpen, září, říjen. Musím vidět nové věci a prozkoumat je. Chci ochutnat tmavou vodu, vidět praskající stromy a divoké větry. Chci udiveně zírat na rozpadající se zahradní ploty. Chci to všechno poznat, slyšet mladé březové porosty a chvějící se listy, vidět světlo a slunce, radovat se z vlhkých zeleno-modrých údolí zvečera, uvědomit si třpytící se zlaté rybky, vidět bílé mraky kupící se na obloze, chci mluvit ke květinám, k trávám. Chci se dívat na růžové lidi, staré úctyhodné kostely, vědět co říkají malé dómy, běhat bez zastavení po oblých travnatých kopcích a polích, širými planinami, chci políbit zemi a čichat hebké teplé květiny v mechu a pak vytvořím věci tak krásné, pole barev…“
V Krumlově se zpočátku zaměřil především na akty. Roku 1911 se do Krumlova vrátil, tentokrát s Wally Neuzilovou, bývalou Klimtovou modelkou, s níž pak strávil několik následujících let. Avšak zanedlouho byl z Krumlova vyhnán pro nevázaný způsob života s Wally, a protože kreslil velmi mladé dívky. Jelikož nadále potřeboval alternativu k „mrtvé Vídni“, odstěhoval se téhož roku do Neulengbachu na západ od Vídně, kde našel za rozumnou cenu dům stojící uprostřed zeleně. Svatost jeho erotického umění nemohla zabránit Schieleho zatčení v Neulengbachu dne 13. dubna 1912. Jeho kresby byly zkonfiskovány a on byl obžalován z únosu a znásilnění nezletilé dívky. Ve vyšetřovací vazbě strávil tři týdny. Obvinění byla posléze při přelíčení v St. Pöltenu odvolána. Nakonec byl Schiele odsouzen jen na tři dny vězení za šíření nemorálních kreseb, jednu z nich soudce demonstrativně spálil nad plamenem svíčky. Ve vězení a vazbě vytvořil i několik maleb.
V roce 1914 se Schiele seznámil se sestrami Harmsovými a začal brát hodiny v technice leptu. V témže roce se bez většího úspěchu zúčastnil Reininghausovy soutěže. Větší úspěch však získal na výstavách v Římě, Bruselu a v Paříži. Schieleho také začaly zajímat fotografie, a tak si pořizuje fotoaparát a začaly vznikat první originální snímky.

### Akty

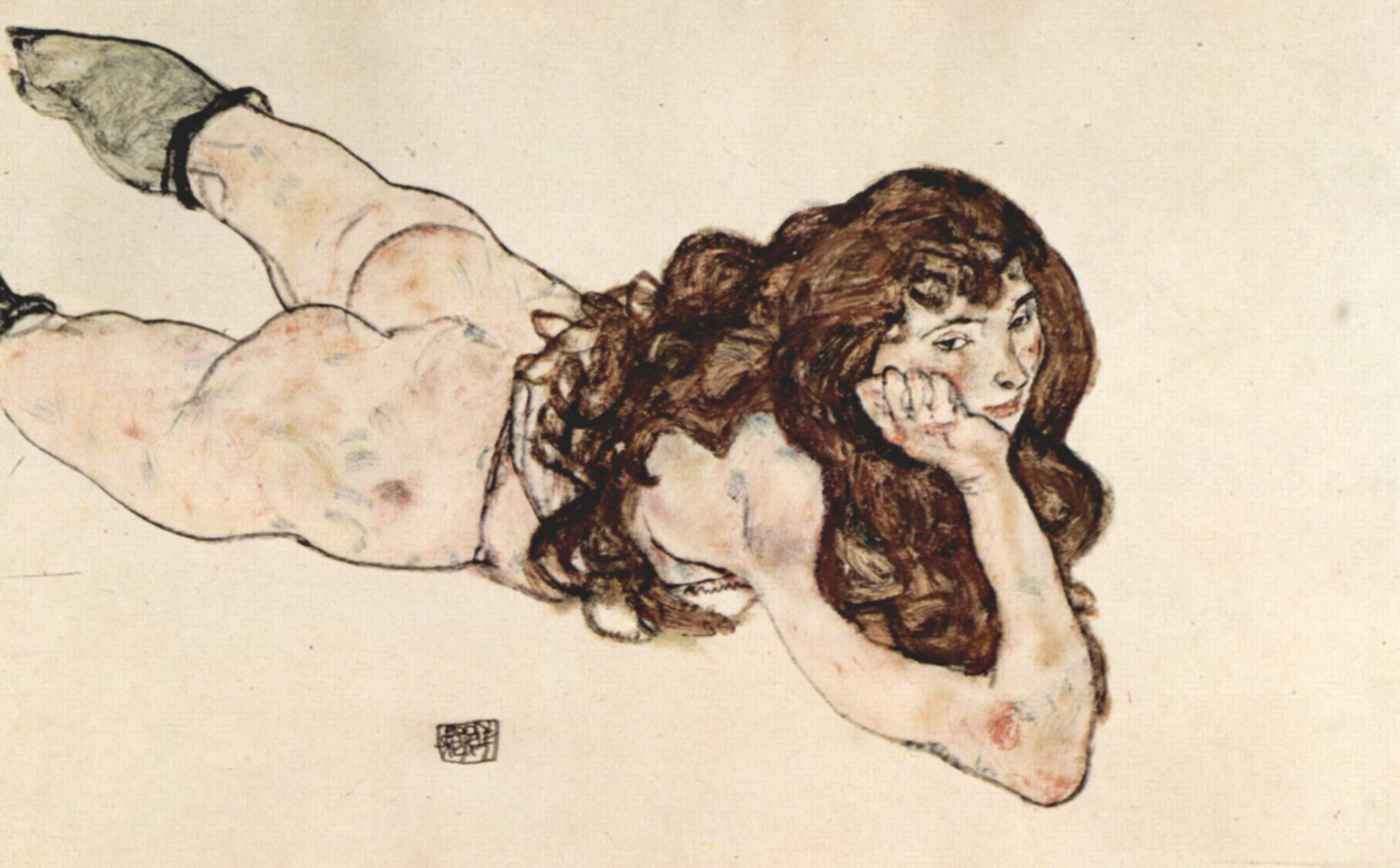
Ženský akt ležící na břiše (1917)

Vzhledem k nutkavosti odvážných, nebo dokonce obscénních pozic není divu, že Schieleho manželka Edith, která byla po jejich svatbě roku 1915 po určitou dobu jeho jediným modelem, nemohla a nechtěla trvale uspokojovat požadavky svého muže, který v tomto ohledu neznal žádná tabu. Bezesporu s úlevou a rezignovaně přenechala tuto práci zase modelům z povolání. Ve společnosti z přelomu století měly modelky postavení podobné prostitutkám a nemohly si dovolit přepych sebeúcty nebo odmítání práce. Často se uvádí příklad jedné z modelek, kterou Klimt nutil, aby mu stála modelem, přesto (nebo z jeho hlediska právě proto), že byla v té době v pokročilém stupni těhotenství.
Po umělecké stránce zacházel Schiele s ženskými i mužskými akty stejně násilně. Jeho poměr k modelům nebyl typický pro běžné postoje nebo praxi obvyklou v ateliérech. Přesto však muselo dojít k tomu, že se společnost, jejíž oficiální morálka byla prudérní a bigotní, cítila pohoršena jeho akty pro jejich naprostou a agresivní nahotu, která nebyla ničím jiným, než posedlým pozorováním nahého těla. Schieleho lehkomyslné používání mladých modelek, jež kreslil nahé a – z morálního hlediska – v pochybných pózách vedlo roku 1912 k výše zmíněné neulengbašské aféře.

### Pozdější léta

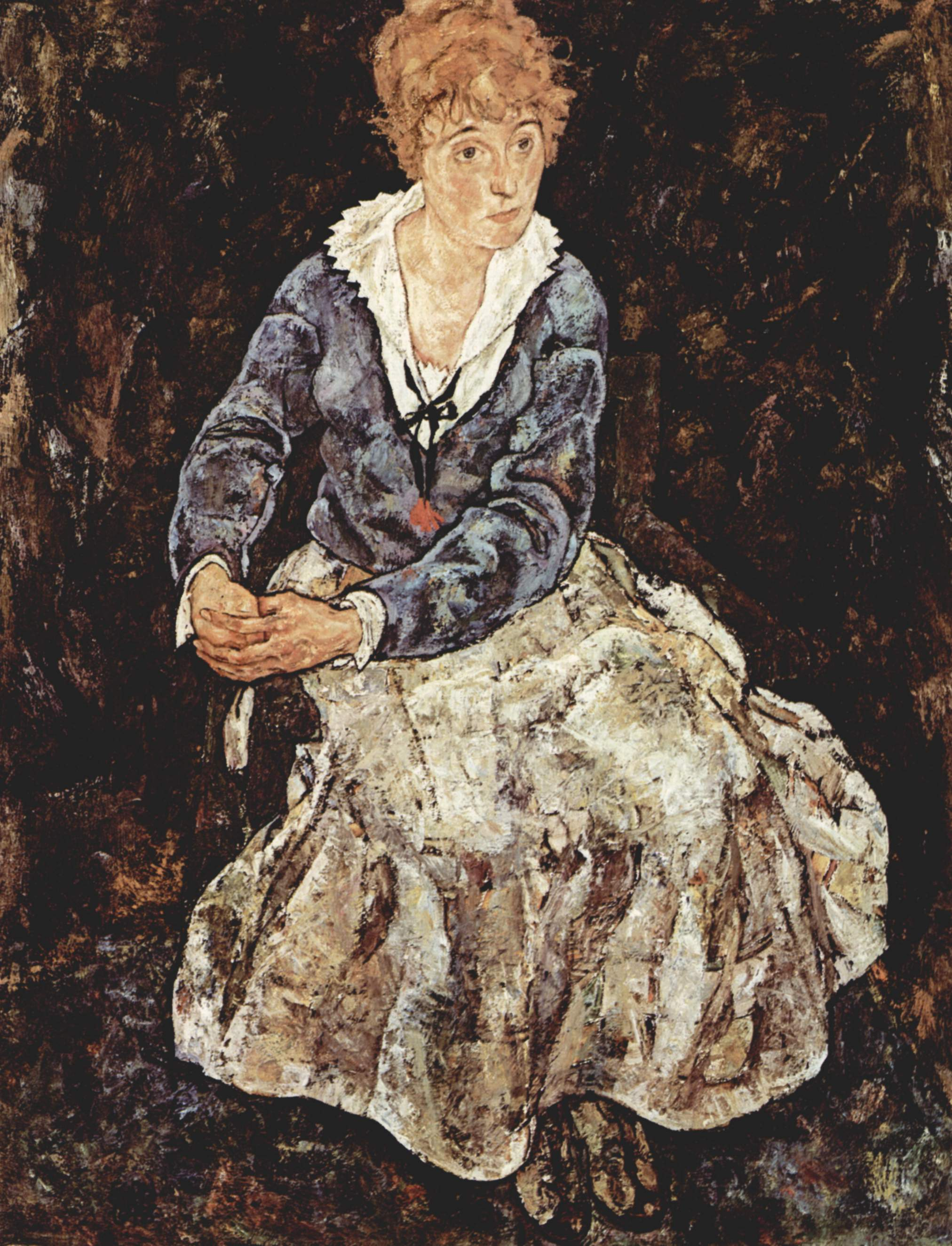
Portrét Edith Schielové (1918)

Schiele se slavnostně oženil 17. června roku 1915 s Edith Harmsovou, se kterou žil až do smrti. Vzhledem k probíhající první světové válce dostal o čtyři dny později povolávací rozkaz do armády. Díky vlivným přímluvcům však působil výhradně na administrativních pozicích.
Zatímco zpočátku pojímal umění výhradně jako povolání, projev osamělého já, považuje je nyní i za instituci a společensky významnou záležitost. Díky pomoci Leopolda Lieglera, který o něm roku 1916 napsal do časopisu „Graphische Kunste“ (Grafická umění) rozsáhlý článek, byl Schiele jako voják na jaře 1917 konečně přeložen z Prahy do Vídně a mohl tedy mít přímý vliv na události v uměleckém světě. Byl zastoupen na několika výstavách, sám se zúčastnil organizace „Válečné výstavy“ v květnu roku 1917 ve Vídni a mohl zaznamenat i první veřejné úspěchy. Dr. Franz Martin Haberditzl, ředitel Moderní galerie, zakoupil napřed několik Schieleho kreseb, a v následujícím roce dokonce velký portrét Edith Schieleové. Tato koupě měla pro Schieleho takový význam, že neváhal a na Haberditzlovo přání přemaloval Edithinu sukni, která byla předtím pestrá.
Roku 1917 v dopise svému švagrovi Antonu Peschkovi, v němž mu sdělil svůj plán na založení svazu umělců, vysvětlil jeho ideový koncept. Ambiciózní projekt zvaný Kunsthalle neměl v době války naději na realizaci. A přece nelze v Schieleho konceptu přehlédnout „provolání“, že k jeho jakoby náboženským představám o umění se nyní přidružily i zcela pragmatické prozaické účely.
Dne 6. února 1918 zemřel Gustav Klimt, který byl po celou jednu generaci vůdčí osobností vídeňských výtvarných umělců a doposledka i Schieleho uctívaným vzorem. Schiele, který se do té doby stal již poměrně velmi známou osobností, se považoval za Klimtova legitimního nástupce a byl v rámci 49. výstavy vídeňské secese, konané v roce 1918, uznán za hlavu vídeňských umělců. Převzal zodpovědnost za organizaci a navrhl plakát výstavy nazvaný Společnost u stolu. Svými obrazy a kresbami udělal tak vynikající dojem, že jej oslavoval i mezinárodní tisk, například curyšský Neue Zürcher Zeitung. Ocitl se na vrcholu tak dlouho očekávaného úspěchu a byl si vědom svého postavení jako umělce.

## Smrt
Zemřel 31. října 1918 na španělskou chřipku, když se nakazil od manželky Edith, která zemřela jen několik dní předtím.

## Dílo

### Rané dílo

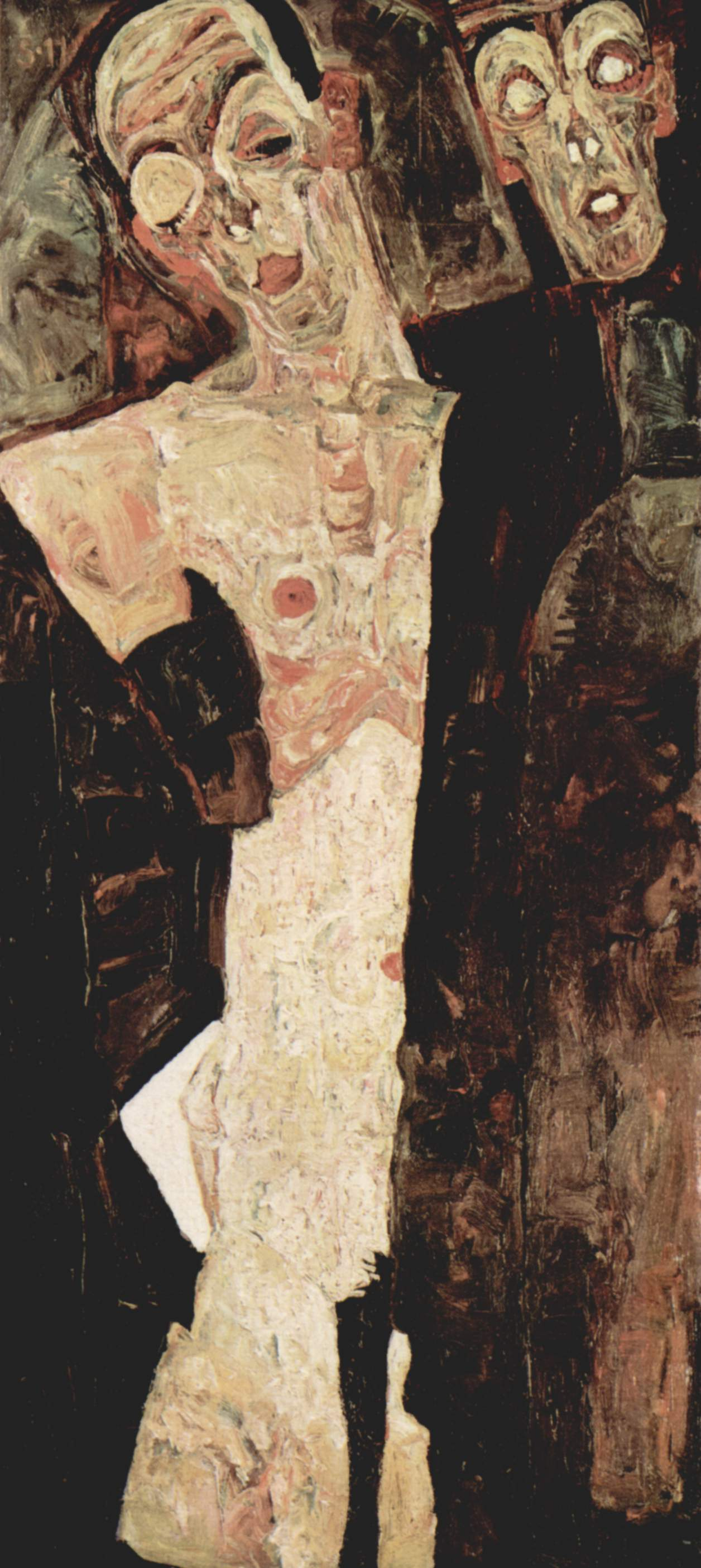
Prorok (dvojitý autoportrét) (1911)

Mezi první Schielovy práce patřily nejvíce autoportréty, kterých vytvořil několik desítek, a právě ty tvoří většinu Schielovy práce. V prvních autoportrétech z let 1905 až 1907 se projevuje Schielova snaha používat velkolepé exhibicionistické vyvyšování své osoby ke kompenzaci chybějícího obdivu, který předtím jeho kreslířským pokusům prokazoval nedávno zesnulý otec, jehož miloval a ctil. Schieleho uměleckému sebevědomí jistě prospělo, že byl přijat na vídeňskou akademii, ačkoli mu bylo teprve šestnáct let. Po „klimtovském období“ přibývá v jeho autoportrétech ve značné míře napětí, které se postupem času stále zvyšovalo.
Konkrétní výraz nachází Schielovo sbližování s Klimtem v obraze Vodní duchové z let 1907 a 1908. Převzal z Klimtových vodních hadů, namalovaných v letech 1904–1907, motiv žen vznášejících se ve vodorovné poloze a stejně jako on je včlenil do zdobeného povrchu. Avšak zatímco na Klimtově malbě a obecně na jeho portrétech jsou smyslné linie těl, malované dokonale naturalistickým způsobem, zahaleny abstraktními dekorativními barevnými plochami a tvary, stávají se Schieleho postavy samy součástí ornamentální abstrakce kompoziční struktury. V Klimtově kresbě těl linie ještě definuje objekt, i když postavy jsou esteticky stylizovány do melodických, harmonických autonomních tvarů.
Naproti tomu Schieleho linie působí nezávisle jako prostředek interpretace, v jistém smyslu není tělesná a její hranatost má emoční, expresivní vlastnosti.
Schiele vytvořil od roku 1894 do roku 1907 patrně přes 30 děl.

### Vrcholné dílo

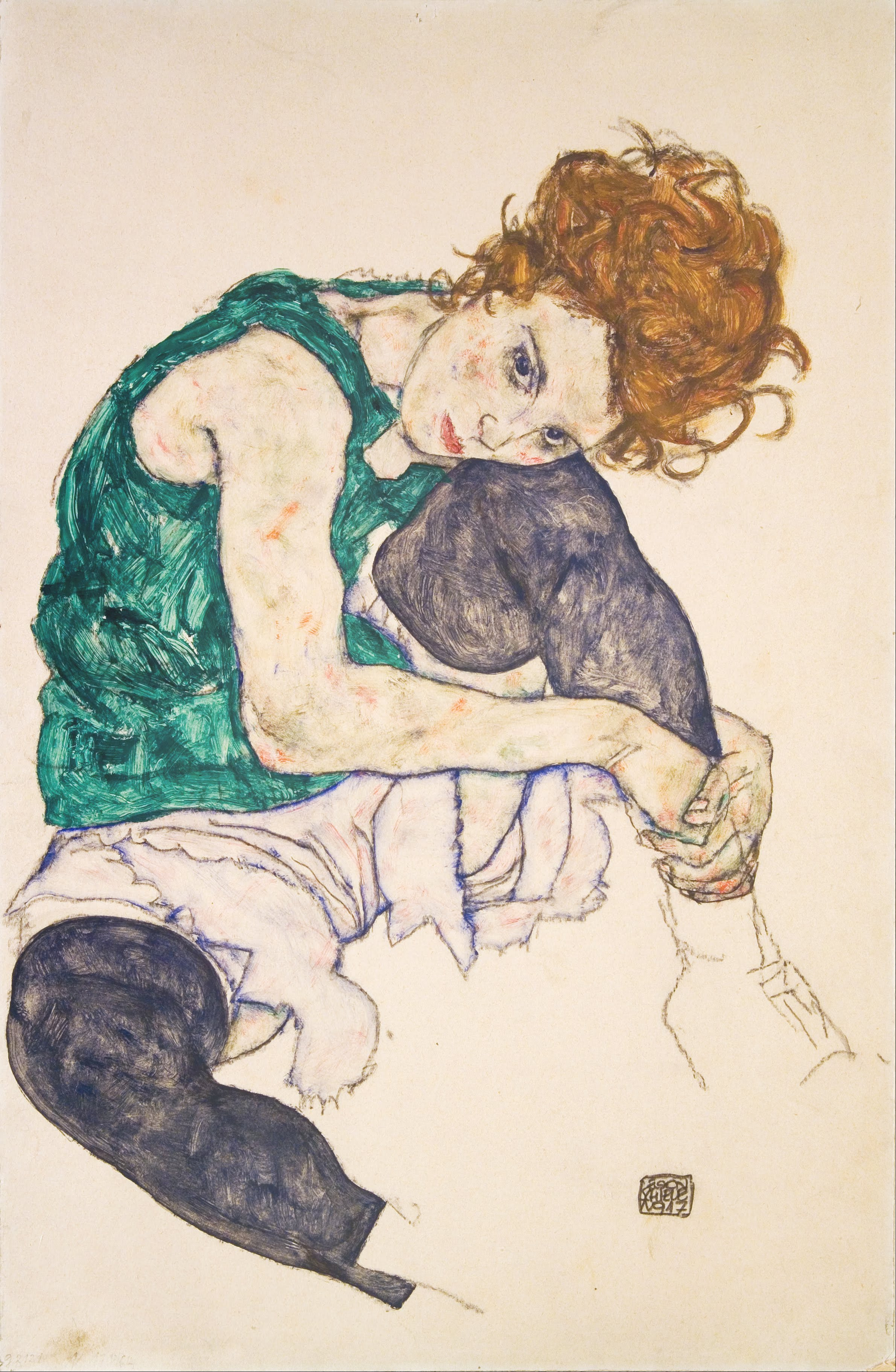
Adele Herms (1917), Národní galerie v Praze – Google Art Project

Od roku 1909 se Schiele čím dál víc odpoutával od Klimtovy elegantní linie a vytvořil kreslířský styl, který dokonce i jeho velký vzor Klimt ochotně uznal za mistrovský.
Klimtovy kresby, i když zachycují určitou okamžitou pózu nebo polohu, vykazují víceméně uzavřený obrys, měkká, plynoucí kontura vymezuje tělo jako celek a budí jen zřídkakdy dojem prchavosti. Schieleho kreslířská linie se naopak zdá křehká a stažená, je často útržkovitá, málokdy rovná nebo dokonce kulatá, je přerušovaná, slábne či sílí v závislosti na důrazu kladeném na různé detaily, zůstává však vždy tak jistá a zvládnutá, že i velmi skeptičtí kritici museli uznat Schieleho genialitu.
Především je zjevné, že Schiele opouští běžné použití perspektivy, která by prostorově odůvodnila pozice, jež jeho postavy zaujímají (viz obraz Autoportrét se zdviženým pravým loktem). Naprosto antiakademicky, zcela subjektivně „vynalézá“ úhly pohledů, z nichž se postavy zdají zkřivené, zkroucené a deformované. Tato nově objevená technika vynáší Schieleho na vrchol malířského umění a vznikají obrazy Sedící dívka, Černovlasá dívka nebo Opovržení.

### Pozdní dílo

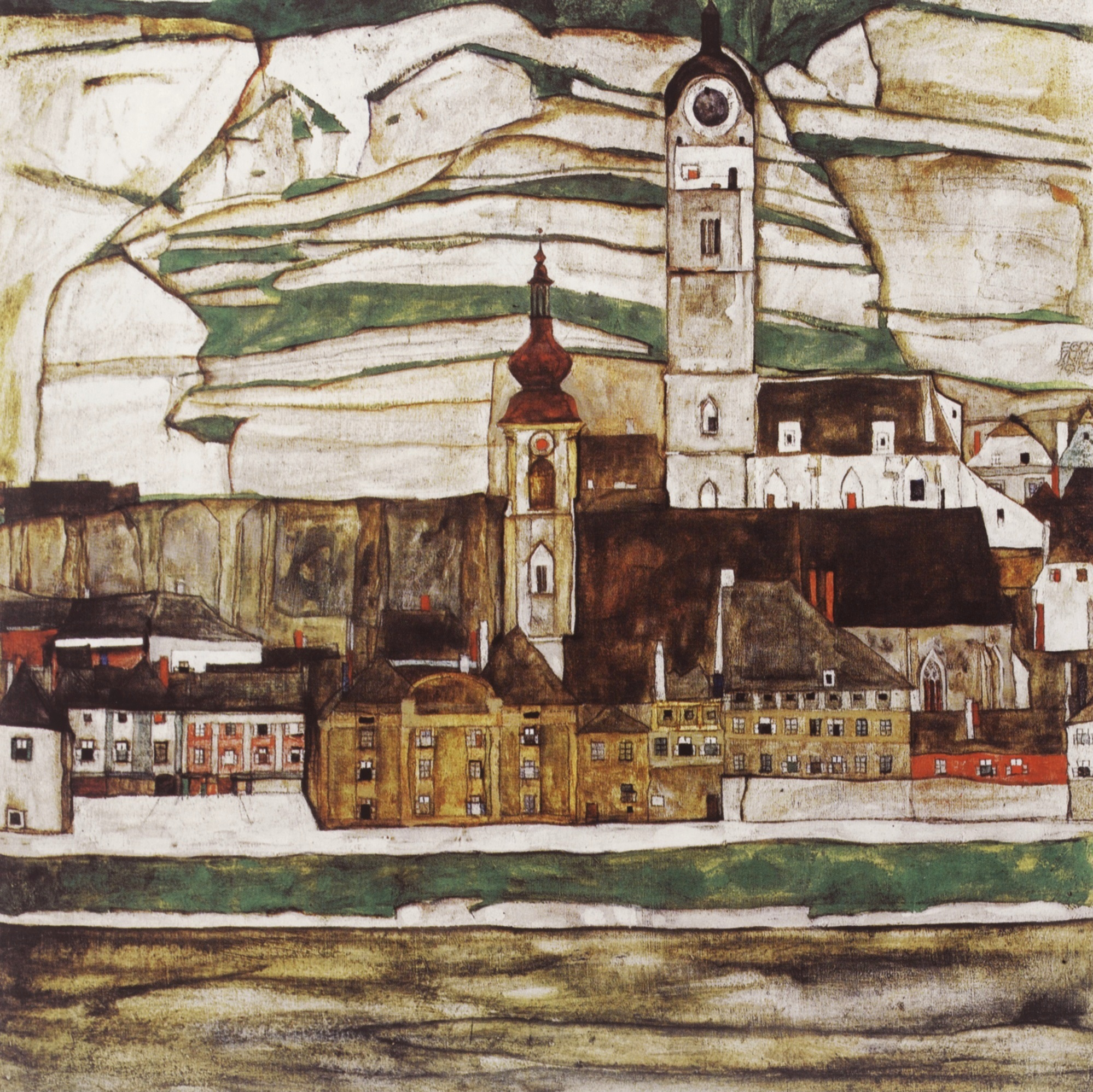
Stein nad Dunajem (velký formát) (1913)

Na závěr svého života Schiele poměrně opustil akty a začal se zabývat spíše „klidnějšími“ náměty. V obrazech přírody nebo krajiny se Schiele v souladu se svým celkovým uměleckým vývojem odvrátil po prvních pokusech od popisného zobrazování a dospěl oklikou přes klimtovskou ornamentalizaci předmětů ke způsobu zobrazení, v němž rostliny a věci získávají ve stále větší míře antropomorfní vlastnosti.

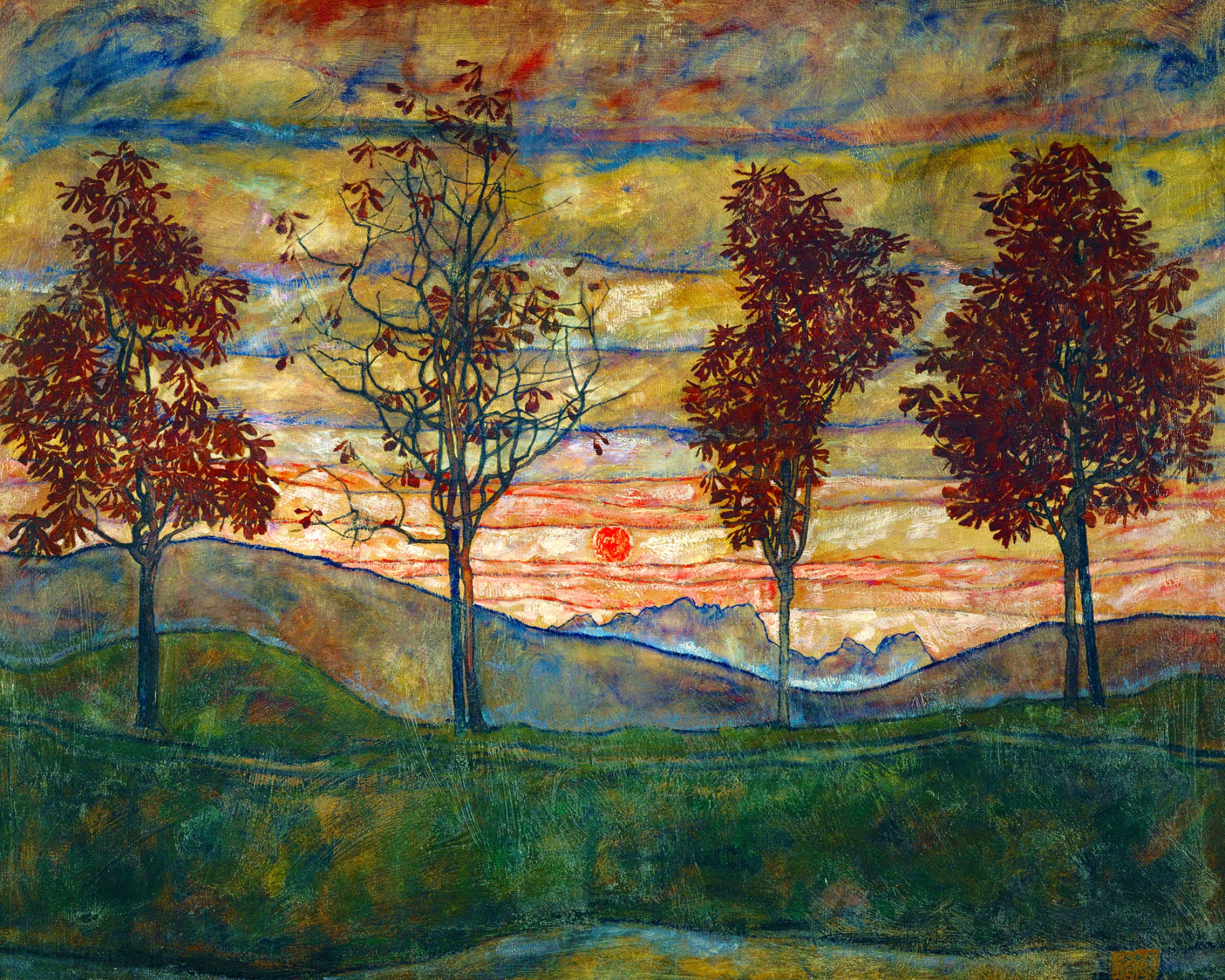
Čtyři stromy (1917)

V dopise sběrateli Franzu Hauerovi z roku 1913 popsal Schiele svoji cestu k vidění přírody, jež se nevztahuje jen na ukončený obraz, nýbrž i na kreslené návrhy: „Dělám také studie, ale zdá se mi, a vím, že obkreslování podle přírody pro mne nemá význam, protože lépe maluji obrazy podle paměti, jako vizi krajiny – hlavně teď pozoruji hmotný pohyb hor, vody stromů a květin. Všude to připomíná podobné pohyby lidských těl, podobné pocity radosti a bolu v rostlinách. Malování samotné mi nestačí. Vím, že se barvami dají vytvořit vlastnosti. – Intenzivně, celou bytostí a srdcem vnímáme podzimní strom v létě. Chtěl bych namalovat tuto zádumčivost“. Takový přístup k přírodě můžeme pozorovat již u Slunečnice II z roku 1909. Podobně jako postavy s tohoto období není již ani vysoká, křehká rostlina obalena dekorativním zámotkem ornamentních linií, ale působí izolovaně, nechráněně.
Asi od poloviny desetiletí vznikají obrazy měst a domů, v nichž jsou symbolická tíha a vizionářská hloubka potlačeny jinými hodnotami. Tak se na obraze Rozpadající se mlýn, který Schiele vytvořil roku 1916 v Muhlingu, projevil zesílený zájem o věčnou stránku, která neponechává místo pro čistou iluzi. Mezi tyto obrazy patří např. Předměstský dům s prádlem (1917), Průčelí domu (1914), Krumlovská krajina (1916), Mrtvé město VI (1912) nebo Stein nad Dunajem (velký formát) (1913).

### Přehled děl (výběr)

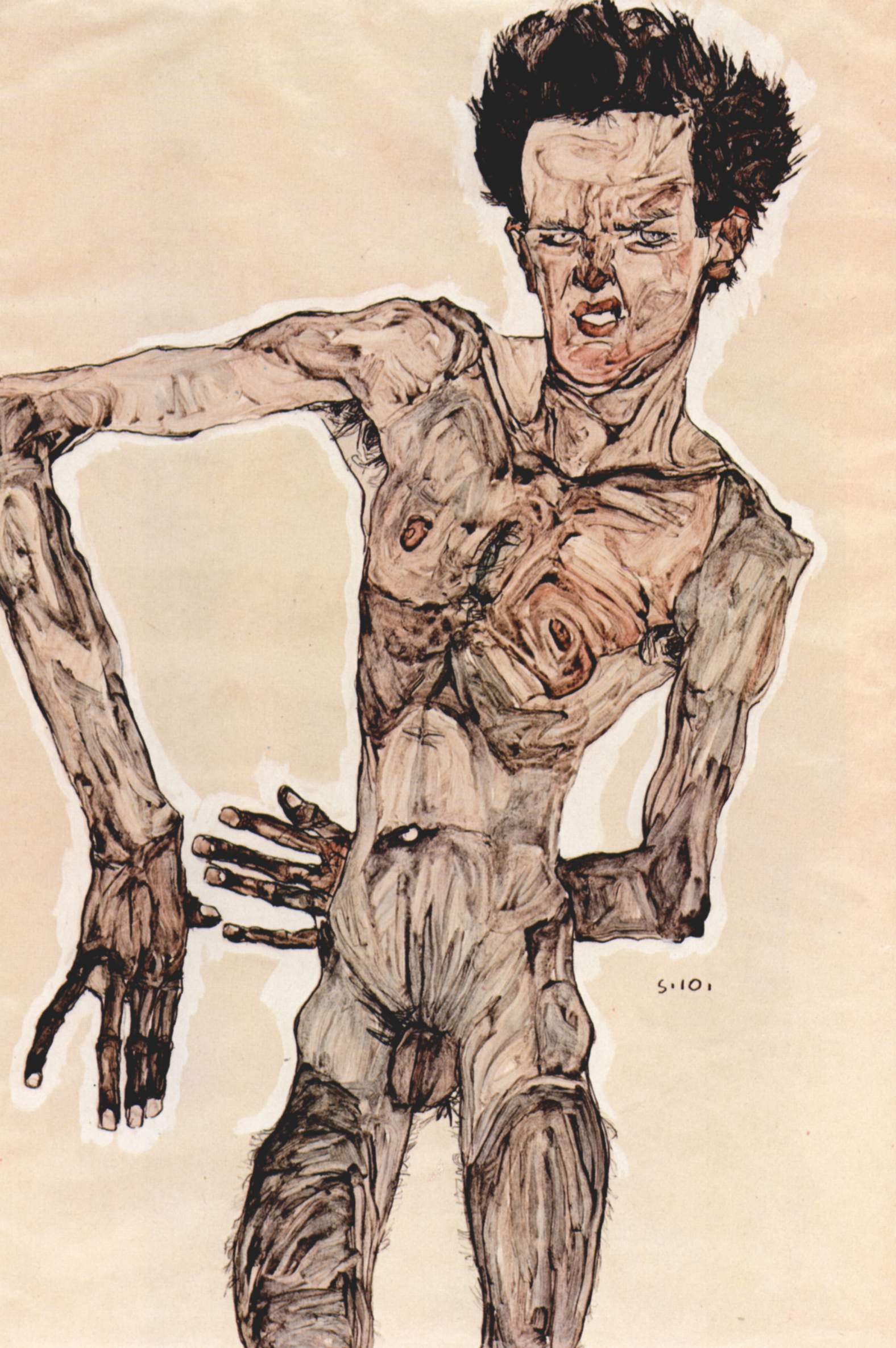
Autoportrét, akt (1910)

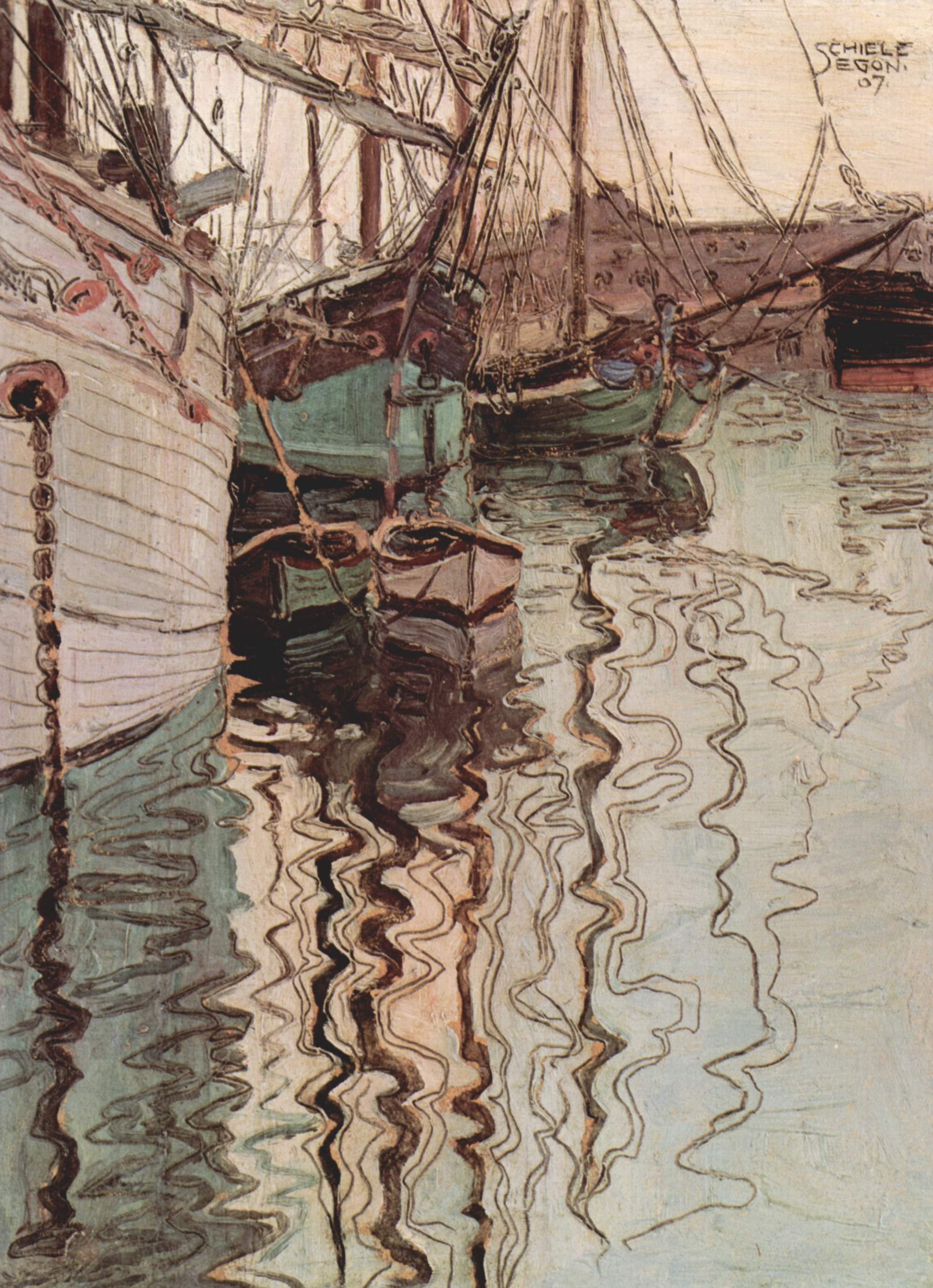
Plachetnice na vlnící se vodě (1907)

- Studie aktu, 1908; olej na lepence, 24,4 × 18 cm. Soukromý majetek.
- Autoportrét s rukou na tváři, 1910; kvaš, akvarel a uhel, 44,3 × 30,5 cm. Vídeň, Graphische Sammlung Albertina.
- Autoportrét s rukama na prsou, 1910; kvaš, akvarel a uhel 44,3 × 31 cm. Soukromý majetek.
- Autoportrét, akt, 1910; kvaš, akvarel a tužka s bílým zvýrazněním, 55,8 × 36,9 cm. Vídeň, Graphische Sammlung Albertina.
- Autoportrét s obnaženým břichem, 1911; akvarel a tužka, 55,2 × 36,4 cm. Vídeň, Graphische Sammlung Albertina.
- Autoportrét se zdviženým pravým loktem, 1914; kvaš, akvarel a černá křída, 47,6 × 31,1 cm. Soukromý majetek.
- Sedící mužský akt, 1910; olej a kvaš, 152,5 × 150 cm. Soukromý majetek.
- Masturbace, 1911; kvaš, akvarel a tužka, 48 × 32,1 cm. Vídeň, Graphische Sammlung Albertina.
- Eros, 1911; kvaš, akvarel a černá křída, 55,9 × 45,7 cm. Soukromý majetek.
- Autoportrét ve fialové košili, 1914; kvaš, akvarel a tužka, 48,4 × 32,2 cm. Vídeň, Graphische Sammlung Albertina.
- Autoportrét se zdviženými pažemi, 1914; kvaš a tužka, 48,4 × 32,1 cm. Soukromý majetek.
- Prorok (dvojitý autoportrét), 1911; olej na plátně, 110,3 × 50,3 cm. Stuttgart, Staatsgalerie.
- Stará ulice v Klosterneuburgu, 1907; olej na plátně, 96,6 × 53,5 cm. Linec, Oberosterreichisches Landesmuseum.
- Plachetnice na vlnící se vodě, 1907; olej a tužka na lepence, 25 × 18 cm. Neue Galerie am Landesmuseum Joanneum.
- Vodní duchové I, 1907; kvaš, barevná křída, stříbrná a zlatá barva, 27,5 × 53,5 cm. Soukromý majetek.
- Ukřižování, 1907; olej na plátně, 42 × 42 cm. Soukromý majetek.
- Portrét Gerti Schielové, 1909; olej na plátně, 140 × 140 cm. New York, The museum of Modern Art, odkaz a částečný dar Ronalda S. Laudera.
- Dva muži se svatozáří, 1909; vymývaná tušová kresba a tužka, 15,4 × 9,9 cm. Vídeň, Graphische Sammlung Albertina.
- Opovržení, 1910; kvaš, akvarel a uhel s bílým zvýrazněním, 45 × 31,4 cm. Soukromý majetek.
- Tři uličníci, 1910; tužka, 44,6 × 30,8 cm. Vídeň, Graphische Sammlung Albertina.
- Eduard Kosmack, 1910; olej na plátně, 100 × 100 cm. Vídeň, Osterreichische Galerie.
- Muž s kloboukem (Erwin Dominik Osen), 1910; akvarel a černý uhel, 45 × 31 cm. Soukromý majetek.
- Sedící dívka, 1911; akvarel a tužka, 48 × 31,5 cm. Haag, Haags Gemeentenmuseum voor Moderne Kunst.
- Černovlasá dívka, 1911; akvarel a tužka, 45 × 31,6 cm. Oberlin (Ohio), Allen Memorial Art Museum, Oberlin College, Friends of Art Fund.
- Dvě malá děvčátka, 1911; kvaš, akvarel a tužka, 40 × 30,6 cm. Vídeň, Graphische Sammlung Albertina.
- Umělcova místnost v Neulenbachu, (Můj obývací pokoj), 1911; olej na dřevě, 40 × 31,7 cm. Vídeň, Historisches Museum der Stadt Wien.
- Podzimní stromy, 1911; olej na plátně, 79,5 × 80 cm. Soukromý majetek.
- Wally, 1912; kvaš a tužka, 29,7 × 26 cm. Zámek Lengenfeld, Christa Hauer-Frumann.
- Heinrich a Otto Beneschovi, (dvojitý portrét), 1913; olej na plátně, 121 × 131 cm. Linec, Neue Galerie der Stadt Linz, Wolgang-Gurlitt-Museum.
- Zápasník, 1913; kvaš a tužka, 48,8 × 32,2 cm. Soukromý majetek.
- Sedící dívčí akt, 1914; kvaš a tužka, 48,3 × 32 cm. Vídeň, Graphische Sammlung Albertina.
- Matka a dítě, 1914; kvaš a tužka, 48,1 × 31,9 cm. Soukromý majetek.
- Stojící mužský akt s červenou bederní zástěrou, 1914; kvaš, akvarel a tužka, 48 × 32 cm. Vídeň, Graphische Sammlung Albertina.
- Dvojitý autoportrét, 1915; kvaš, akvarel a tužka, 32,5 × 49,4 cm. Soukromý majetek.
- Dvě objímající se dívky (někdy také dívčí pár), 1915; kvaš, akvarel a tužka, 48 × 32,7 cm. Budapešť, Szépmuvészeti Múzeum.
- Edith Schielová v pruhovaných šatech, 1915/16; olej na plátně, 180 × 110 cm. Haag, Haags Gemeentemuseum.
- Smrt a dívka, 1915/16; olej na plátně, 150 × 180 cm. Vídeň, Osterreichische Galerie.
- Krumlovská krajina, 1916; olej na plátně, 110 × 140,5 cm. Linec, Neue Galerie der Stadt Linz, Wolgang-Gurlitt-Museum.
- Sedící žena s pokrčenou levou nohou, 1917; kvaš a černá křída, 46 × 30,5 cm. Praha, Národní galerie.
- Objetí, 1917; olej na plátně, 100 × 170,2 cm. Vídeň, Osterreichiste Galerie.
- Čtyři stromy, 1917; olej na plátně, 110,5 × 141 cm. Vídeň, Osterreichische Galerie.
- Předměstský dům s prádlem, 1917; olej na plátně, 110 × 140,4 cm. Soukromý majetek.
- Rodina, 1918; olej na plátně, 152,5 × 162,5 cm. Vídeň, Osterreichische Galerie.

### Galerie

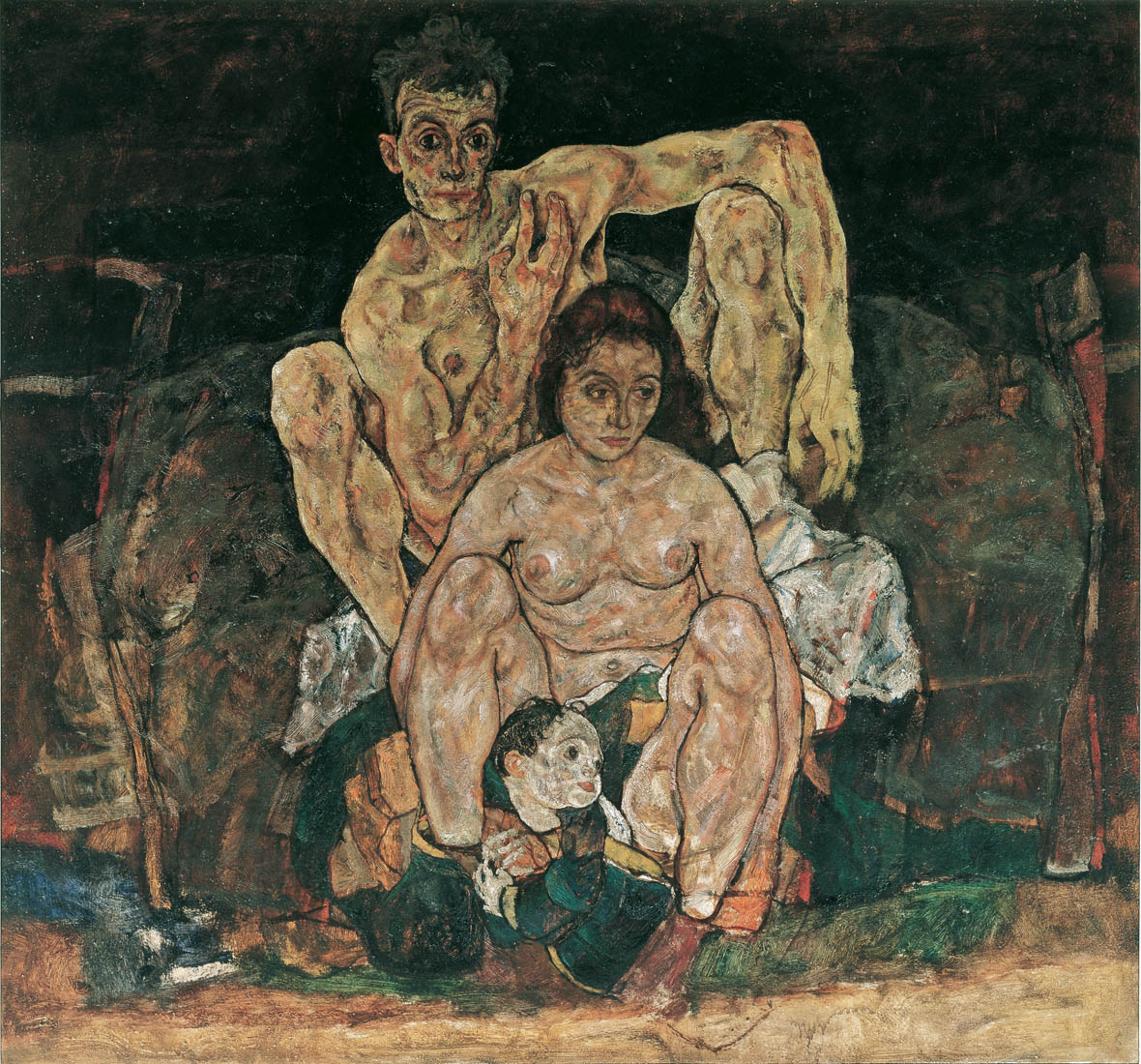
Rodina (1918)
Heinrich a Otto Beneschovi (dvojitý portrét) (1913)
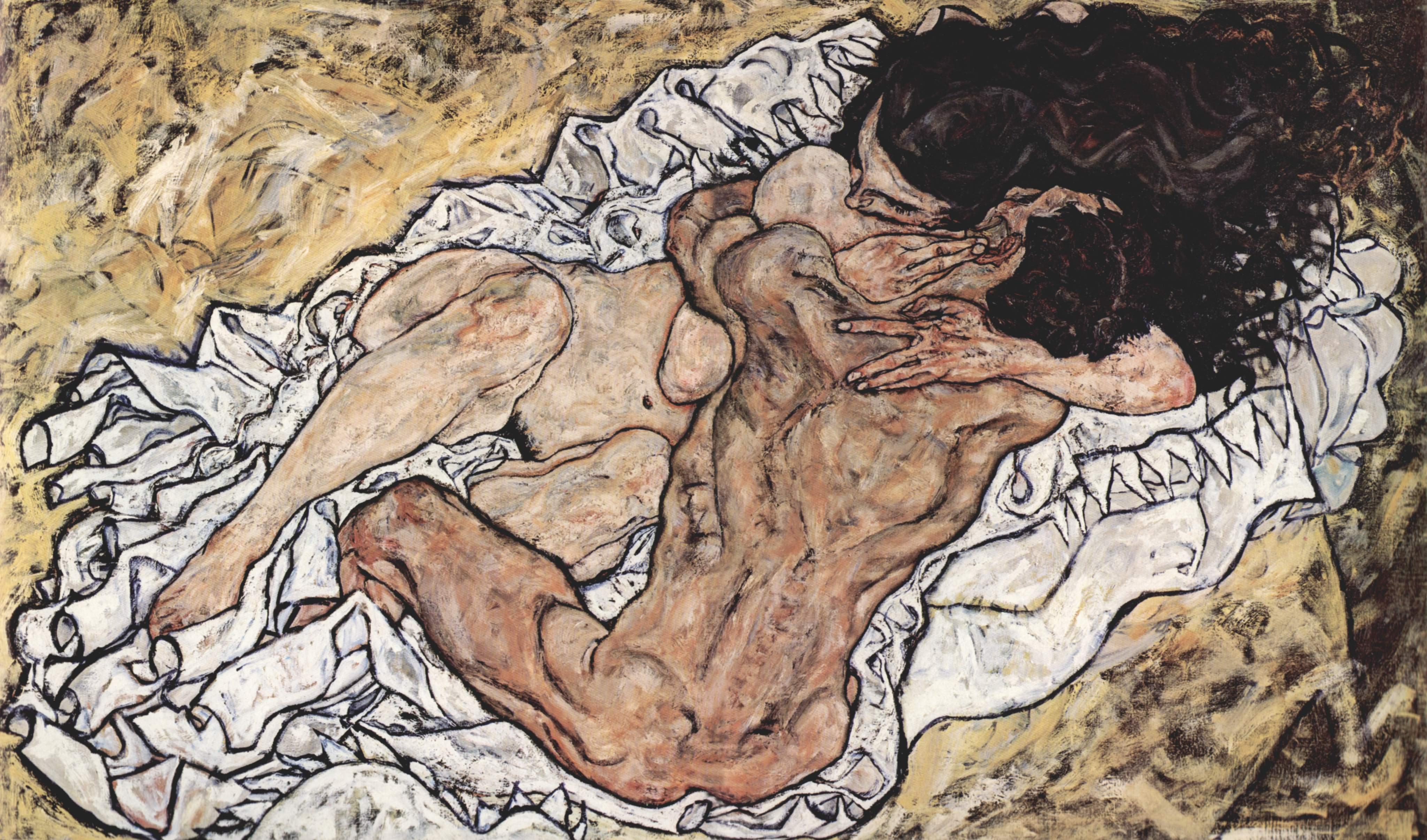
Objetí (1917)
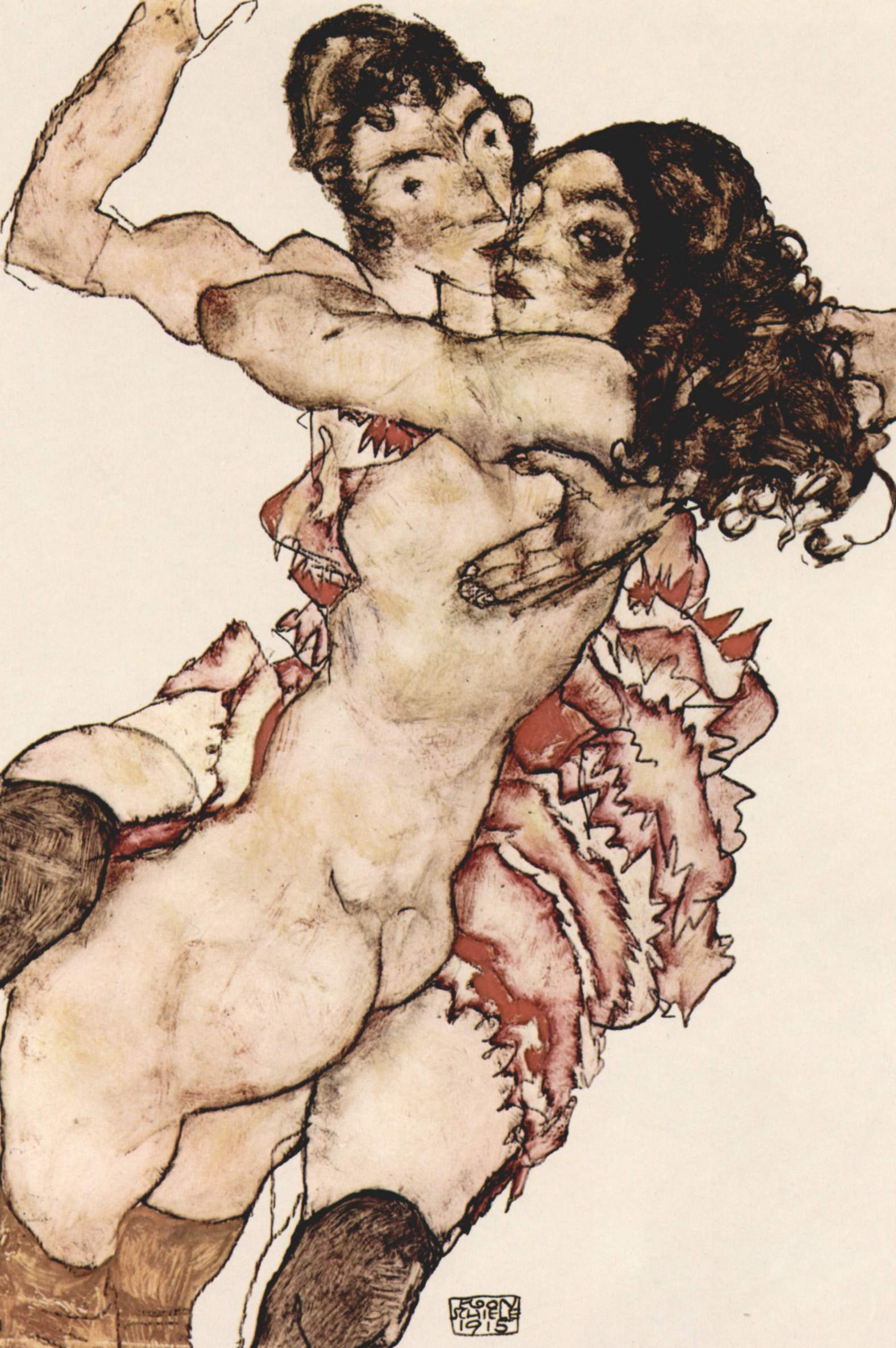
Dvě objímající se dívky (1915)
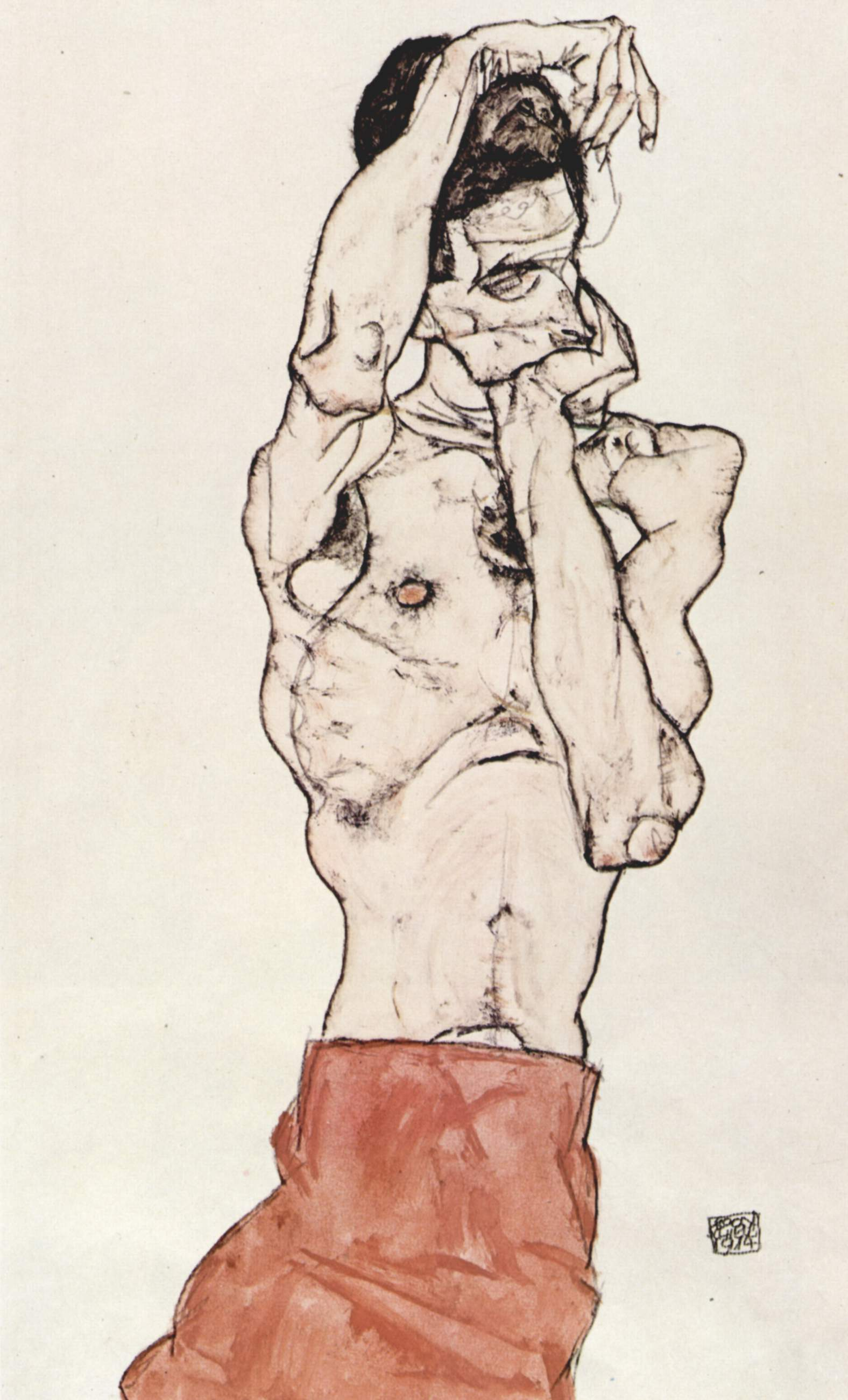
Stojící mužský akt s červenou bederní košilí (1914)
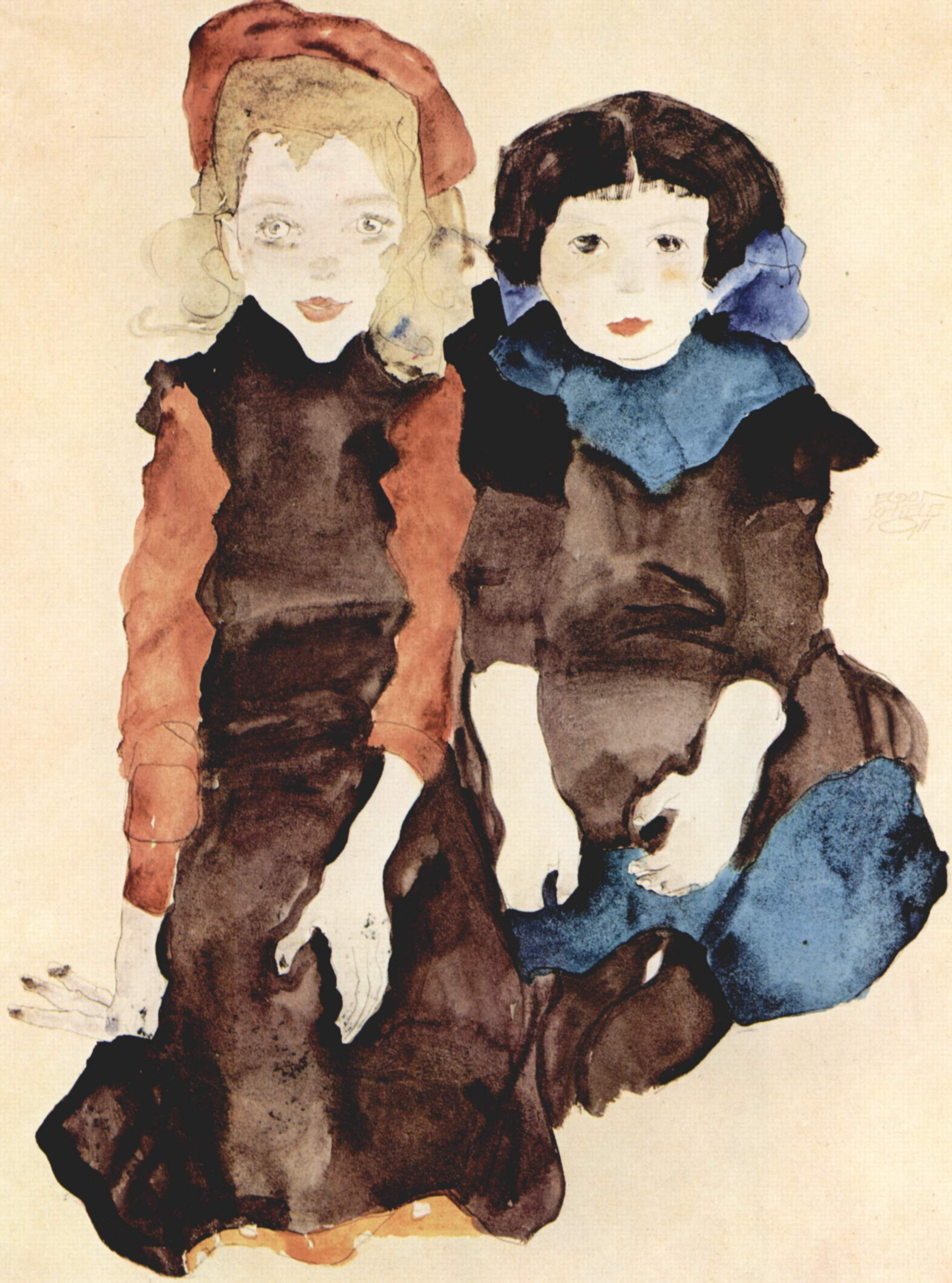
Dvě děvčátka (1911)
Matka s dvěma dětmi III. (1917)
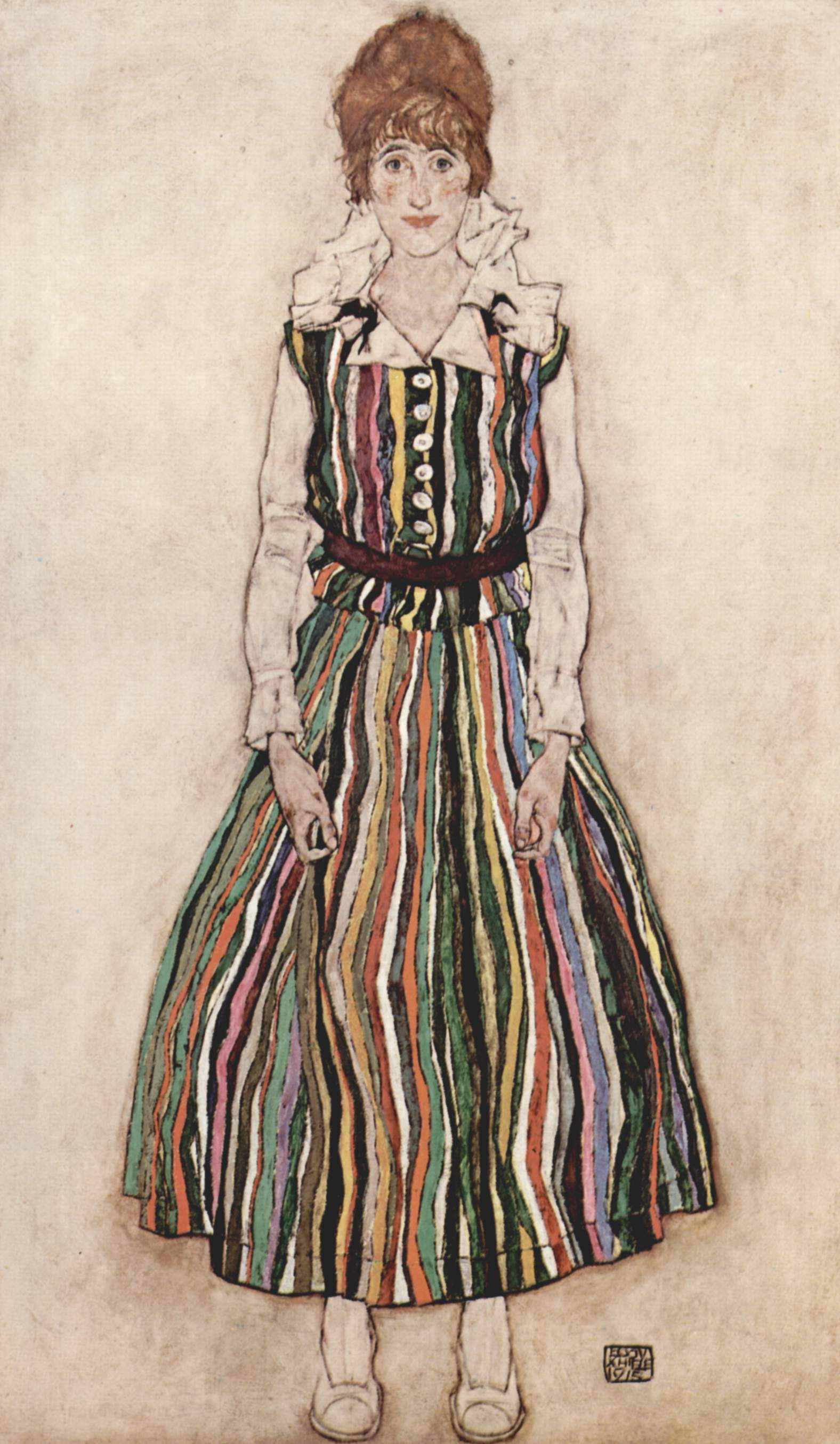
Portrét Edith Schielové I. (1915–1916)
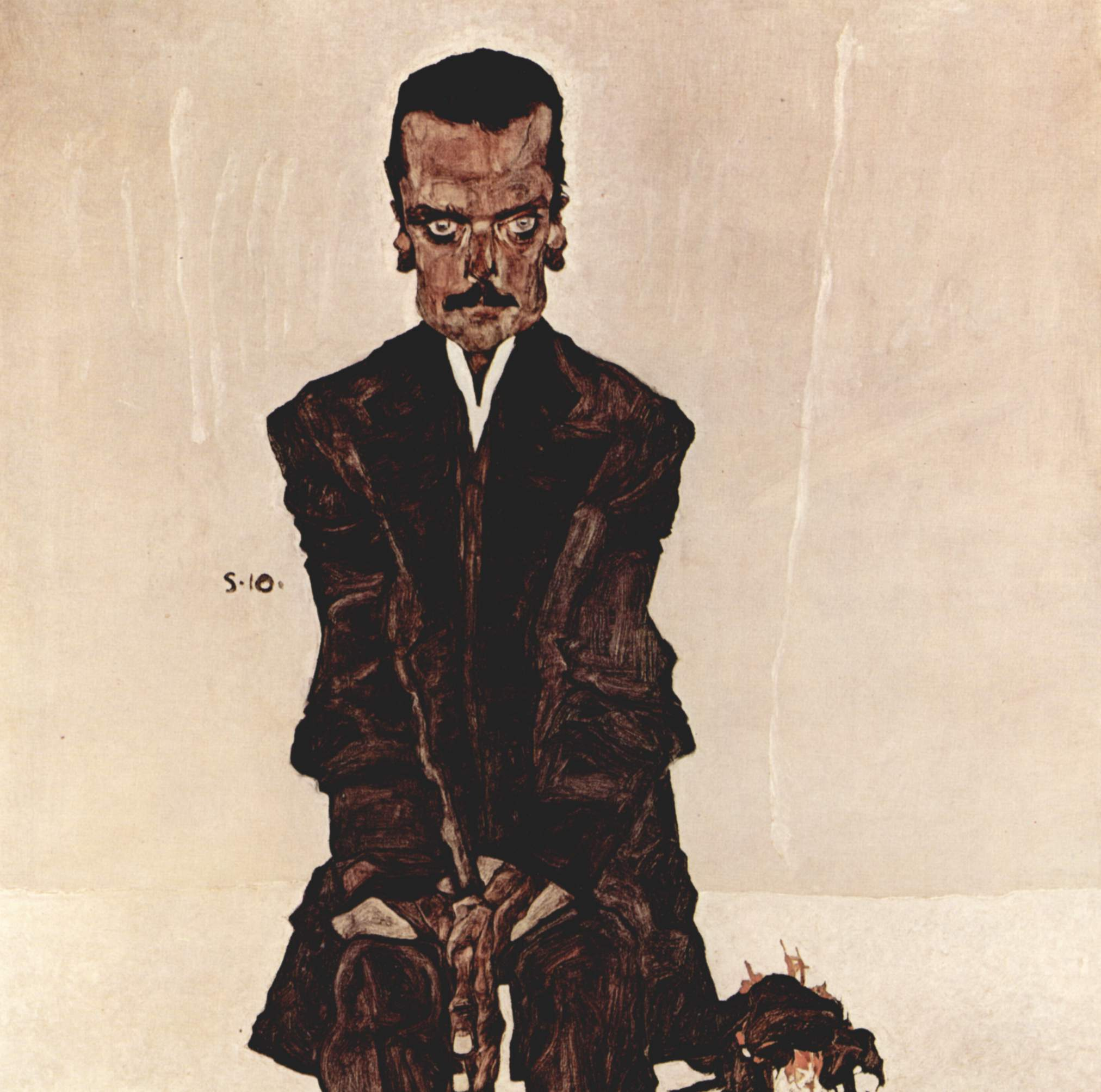
Eduard Kosmack (1910)
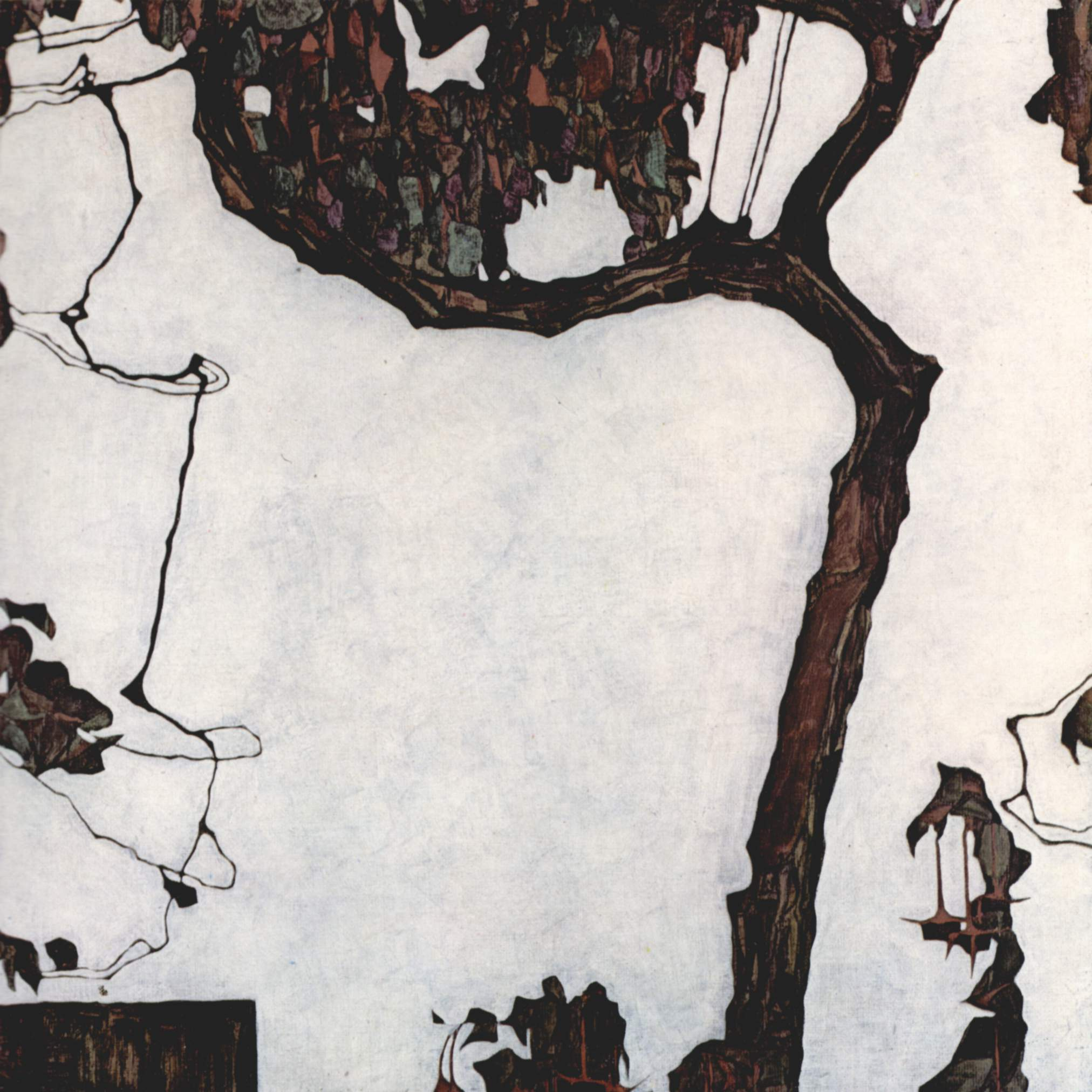
Podzimní strom s fuchsiemi (1909)
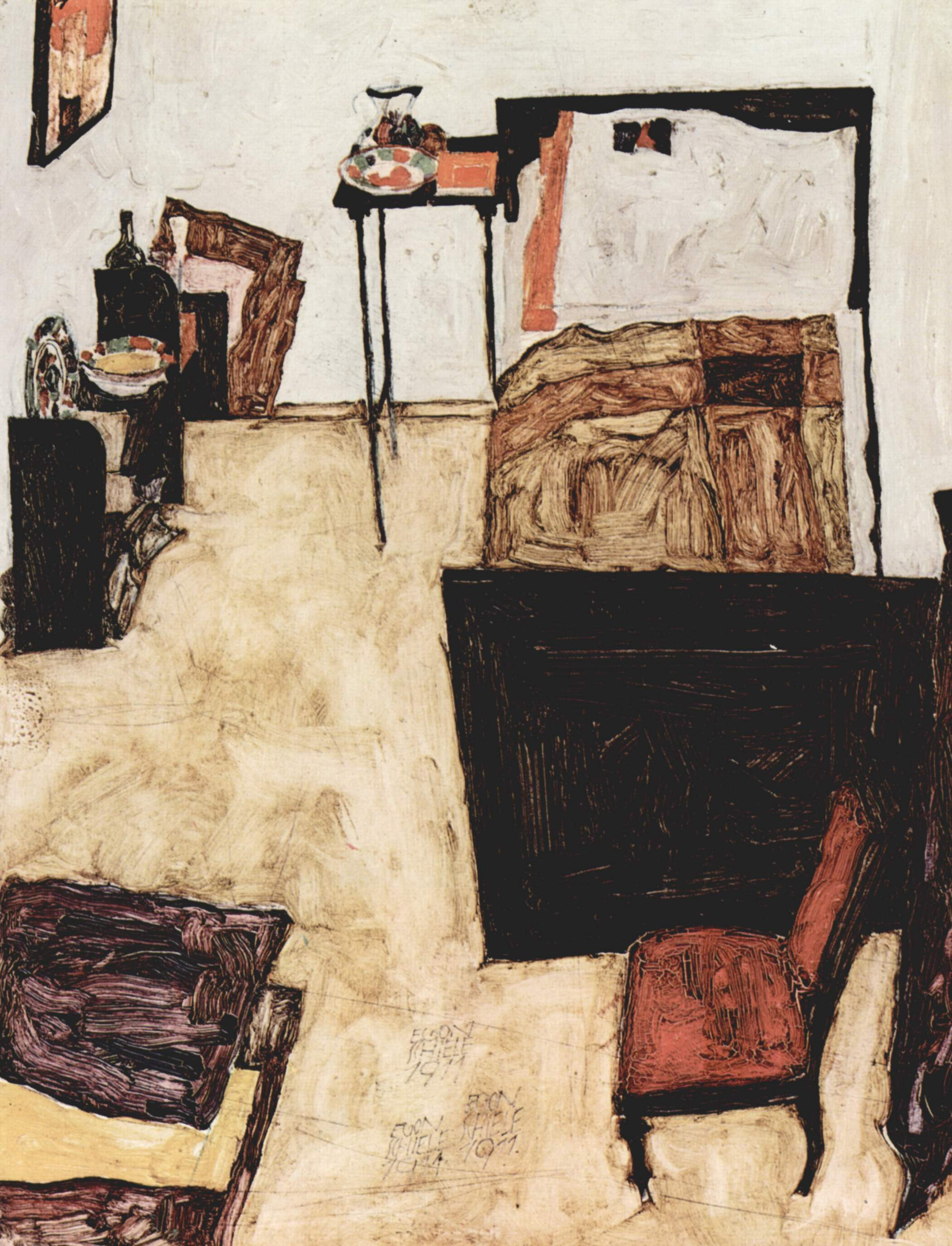
Můj obývací pokoj (1911)
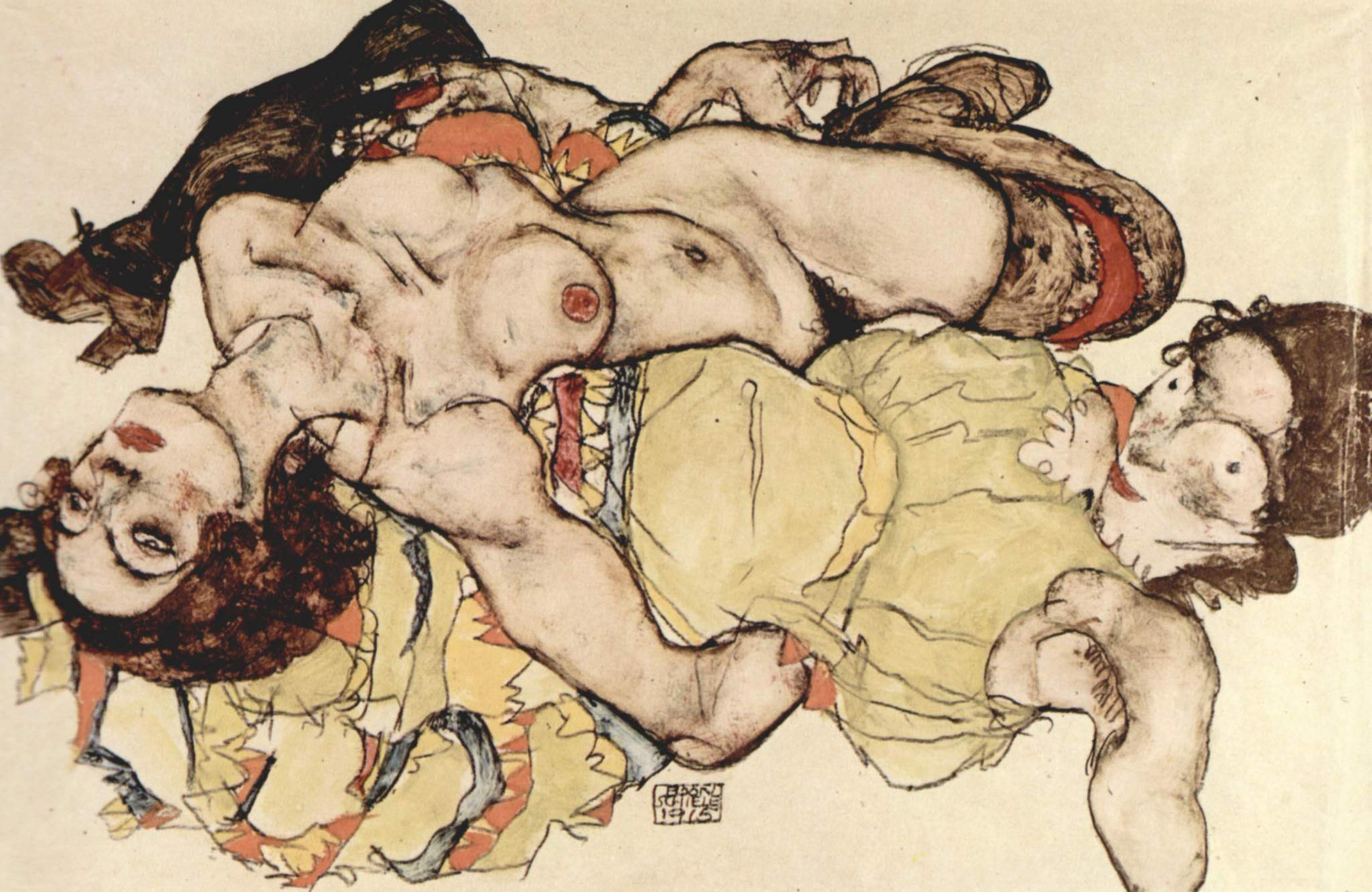
Dvě dívky v propletené poloze (1915)
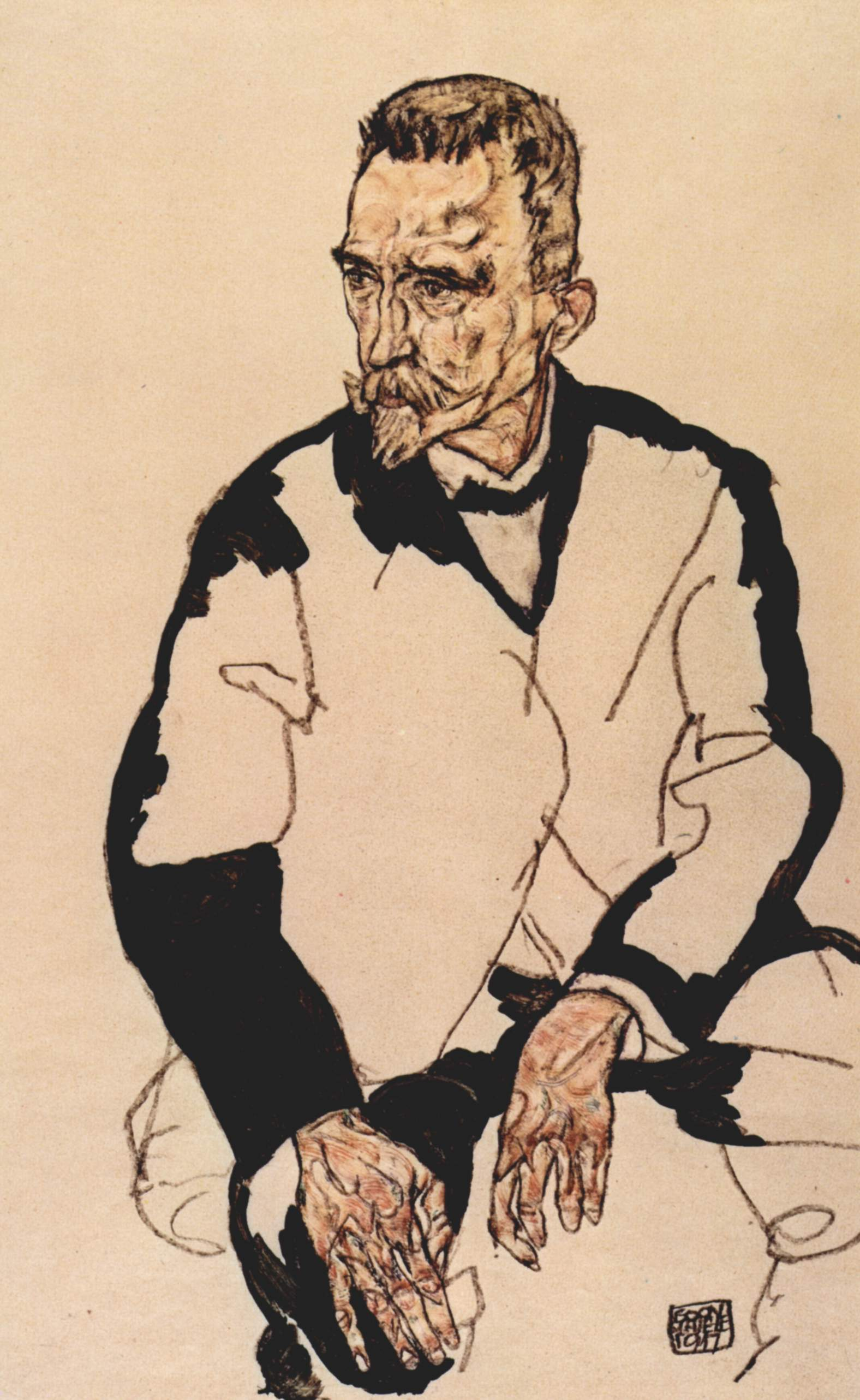
Portrét Heinricha Beneshe (1917)
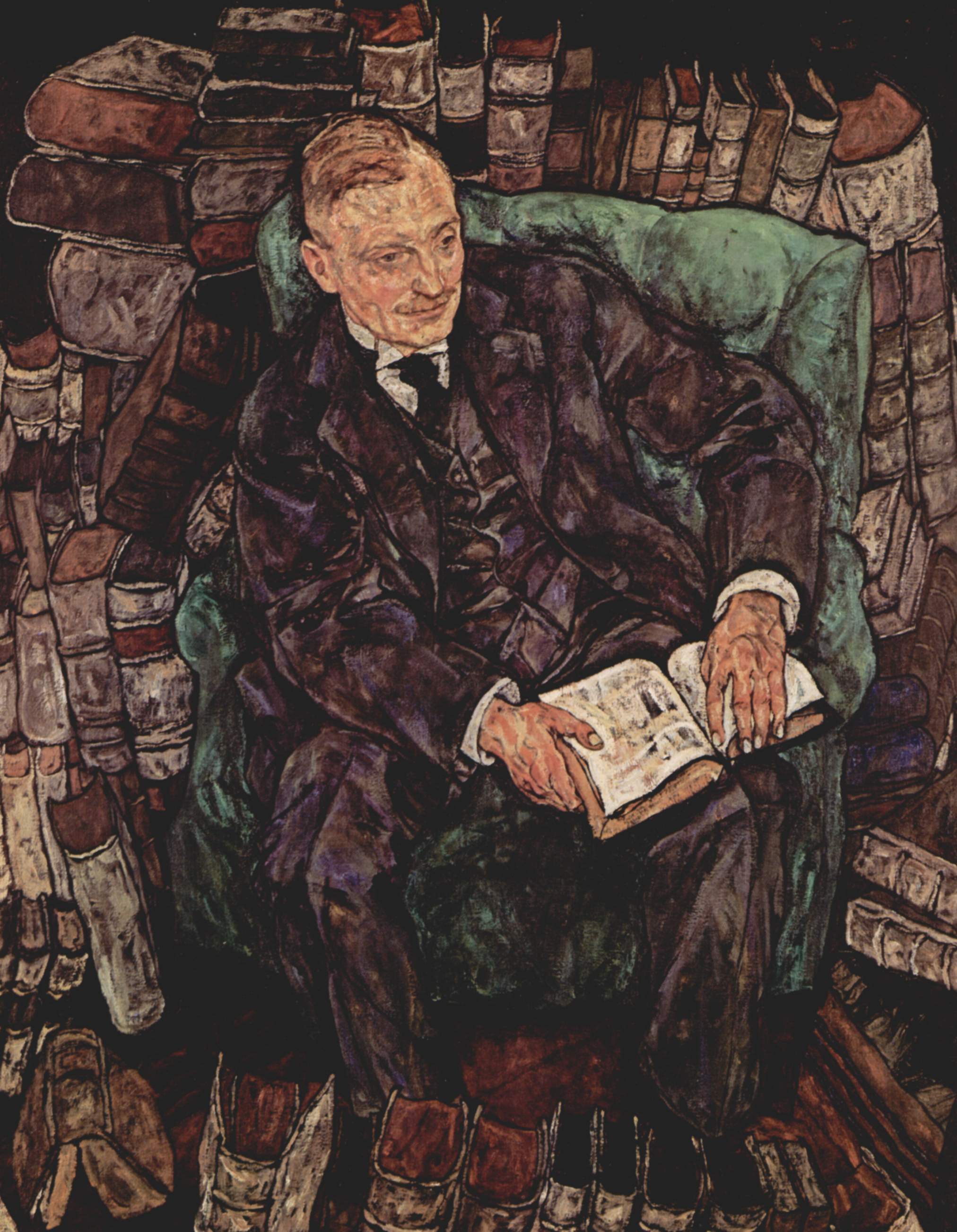
Portrét Huga Kollera (1918)
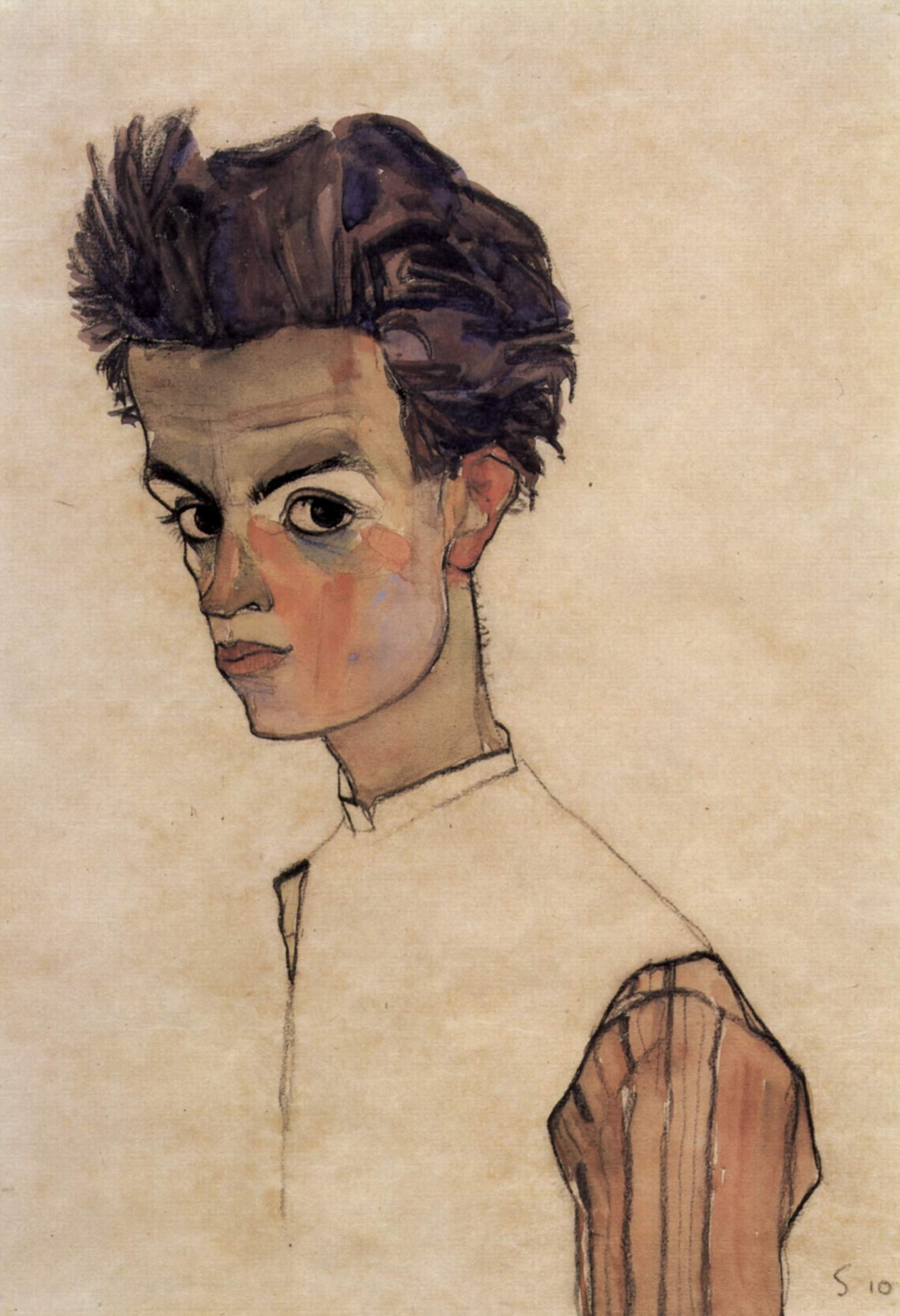
Autoportrét (1910)
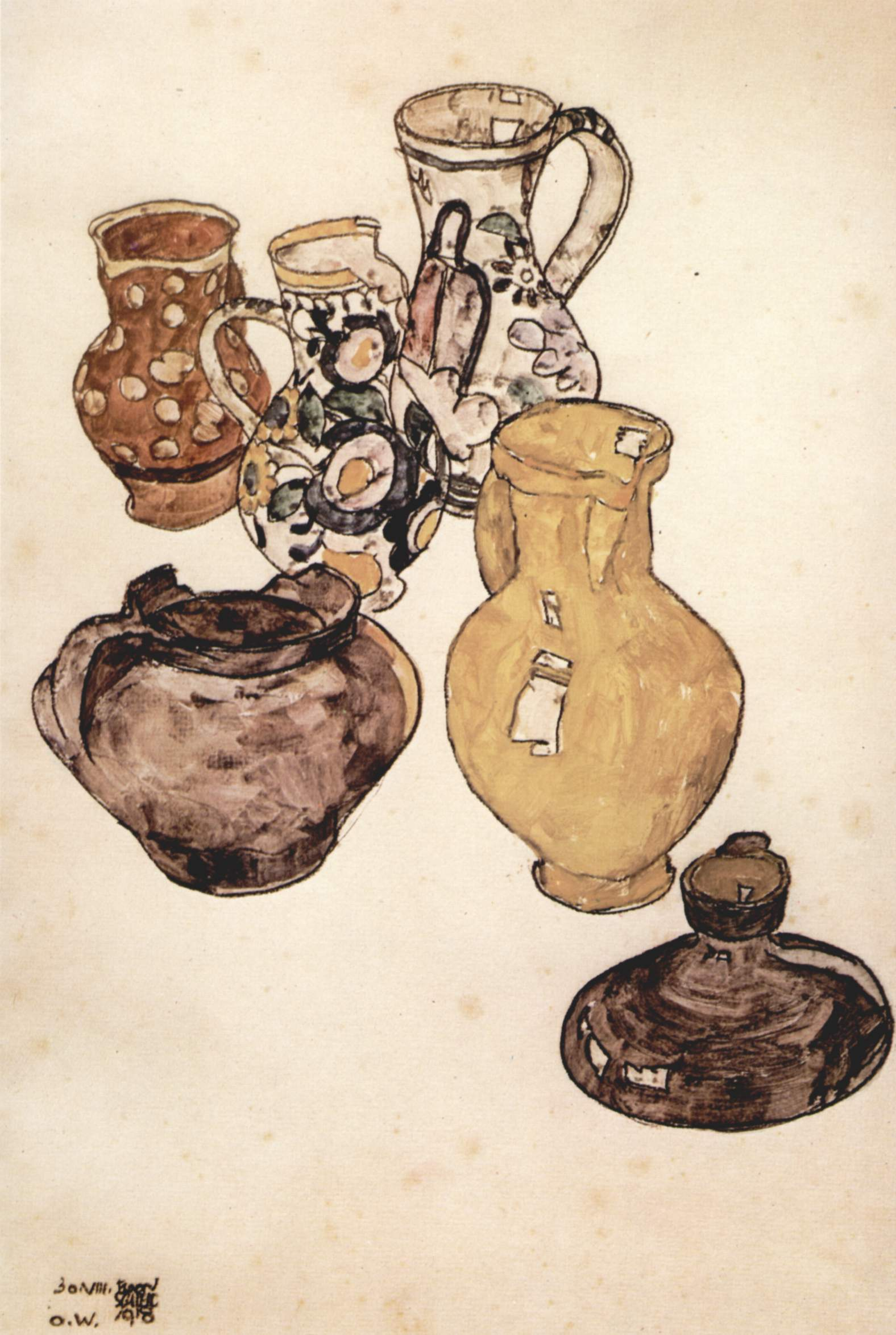
Zátiší (1918)
Poustevníci (1912)
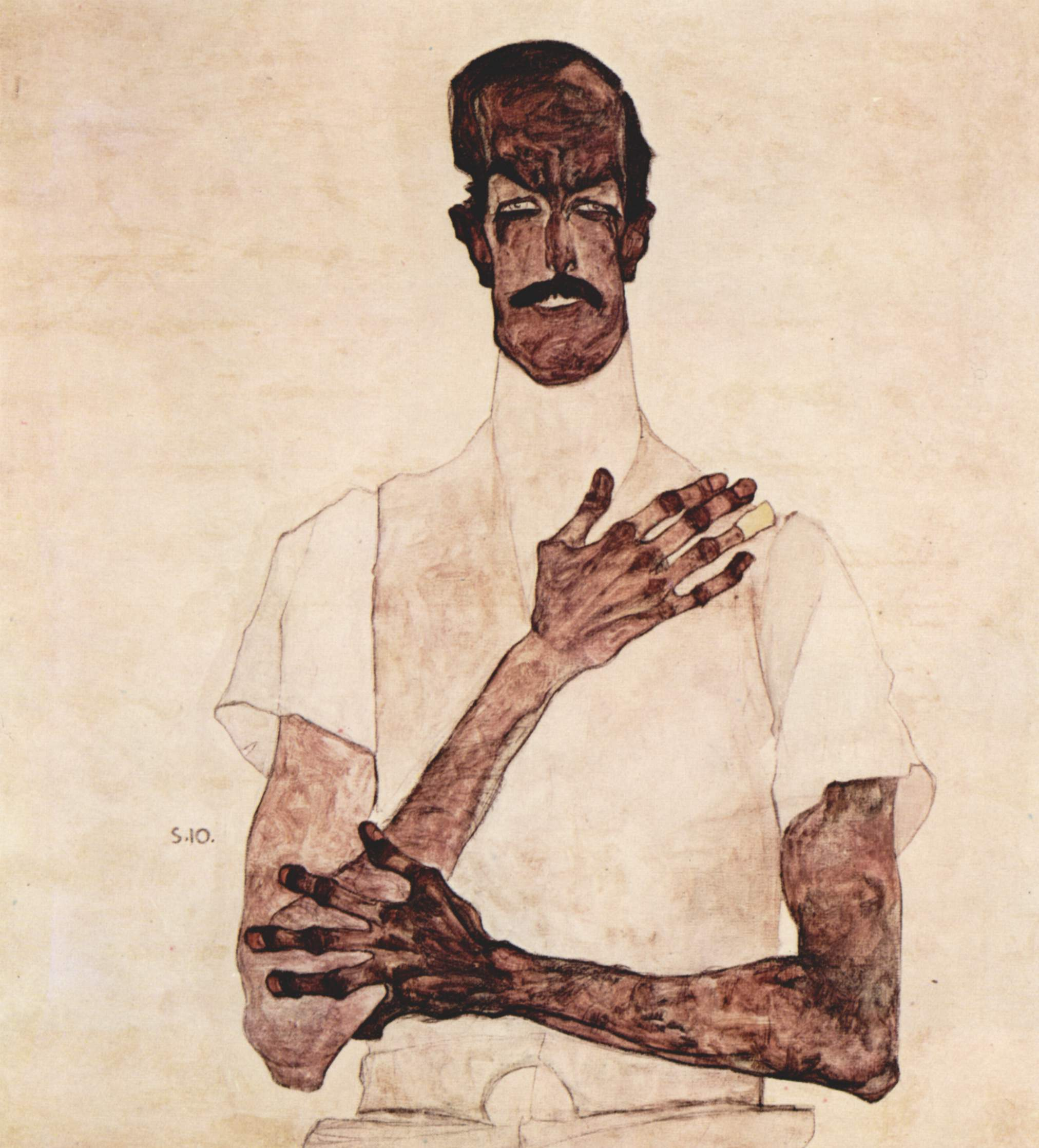
Portrét Erwina von Graffa (1910)
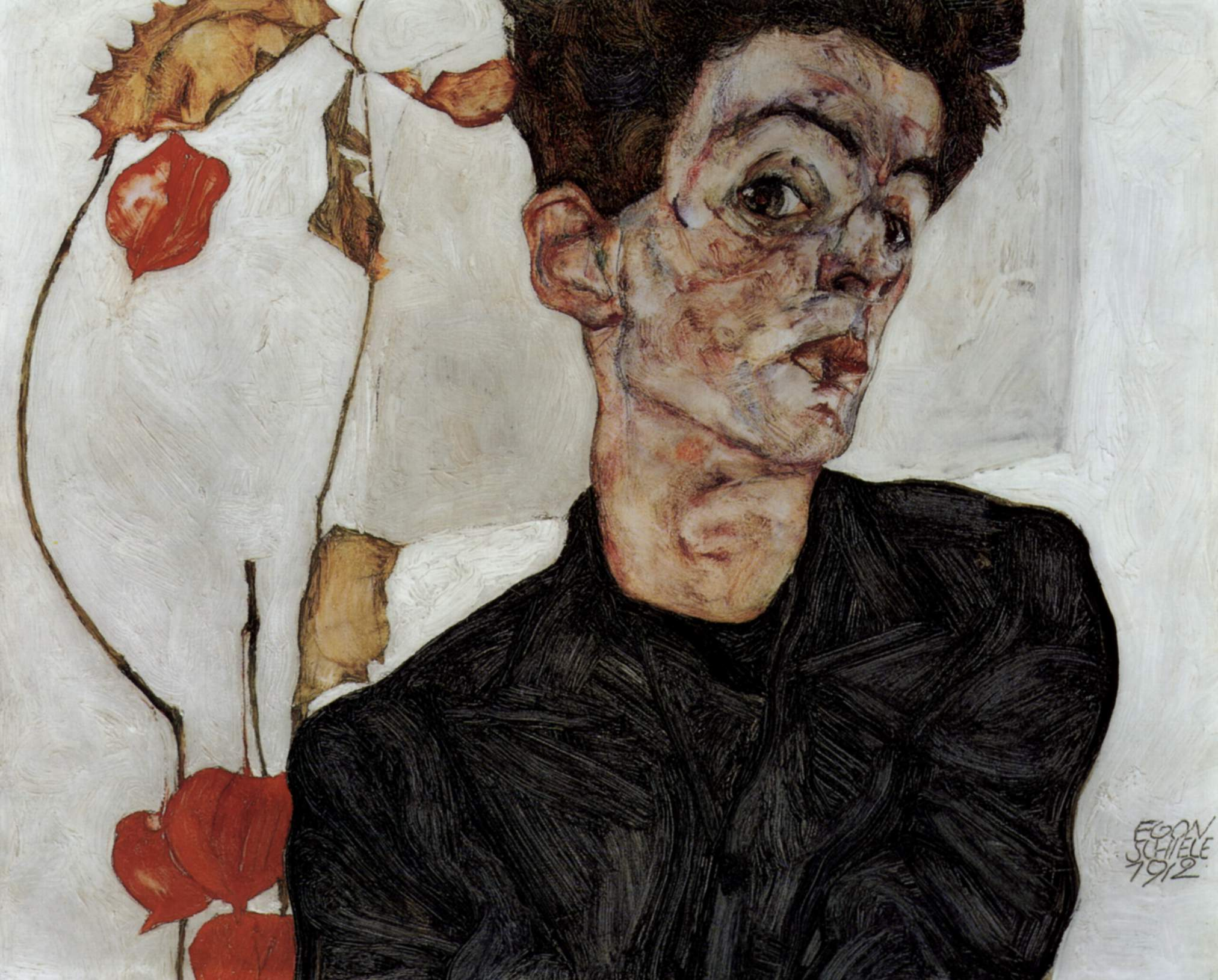
Autoportrét (1912)
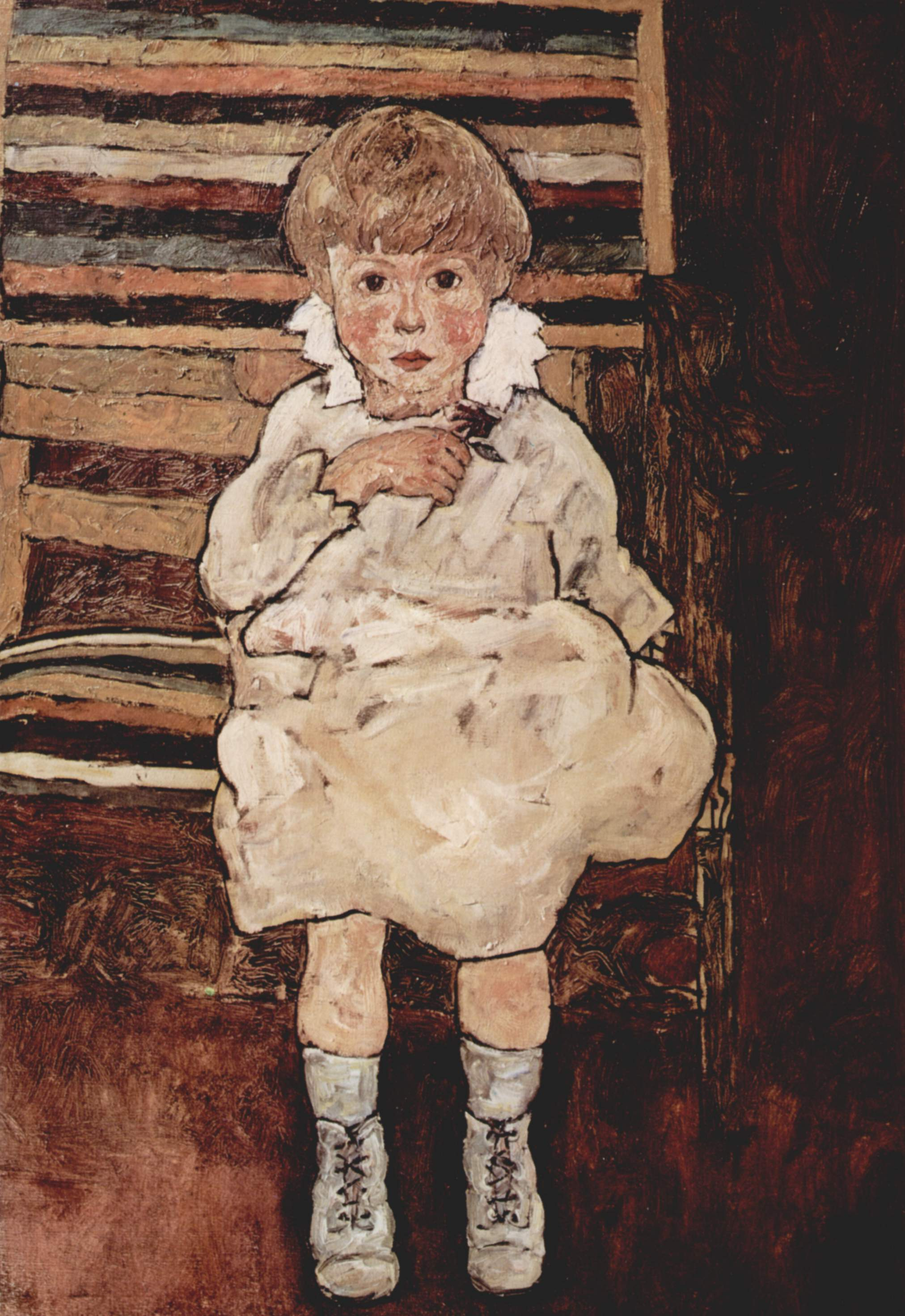
Dítě (1918)
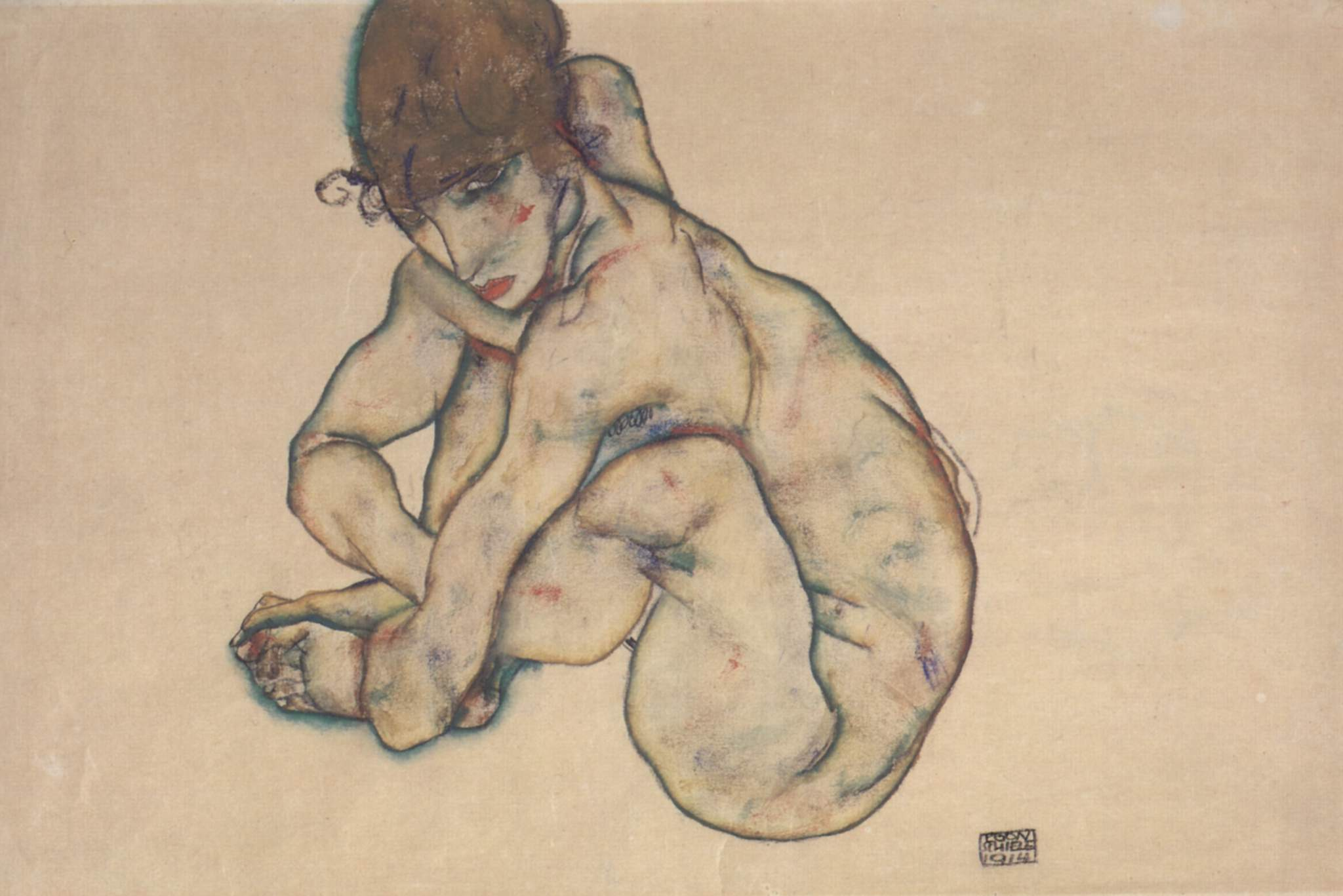
Sedící akt (1914)
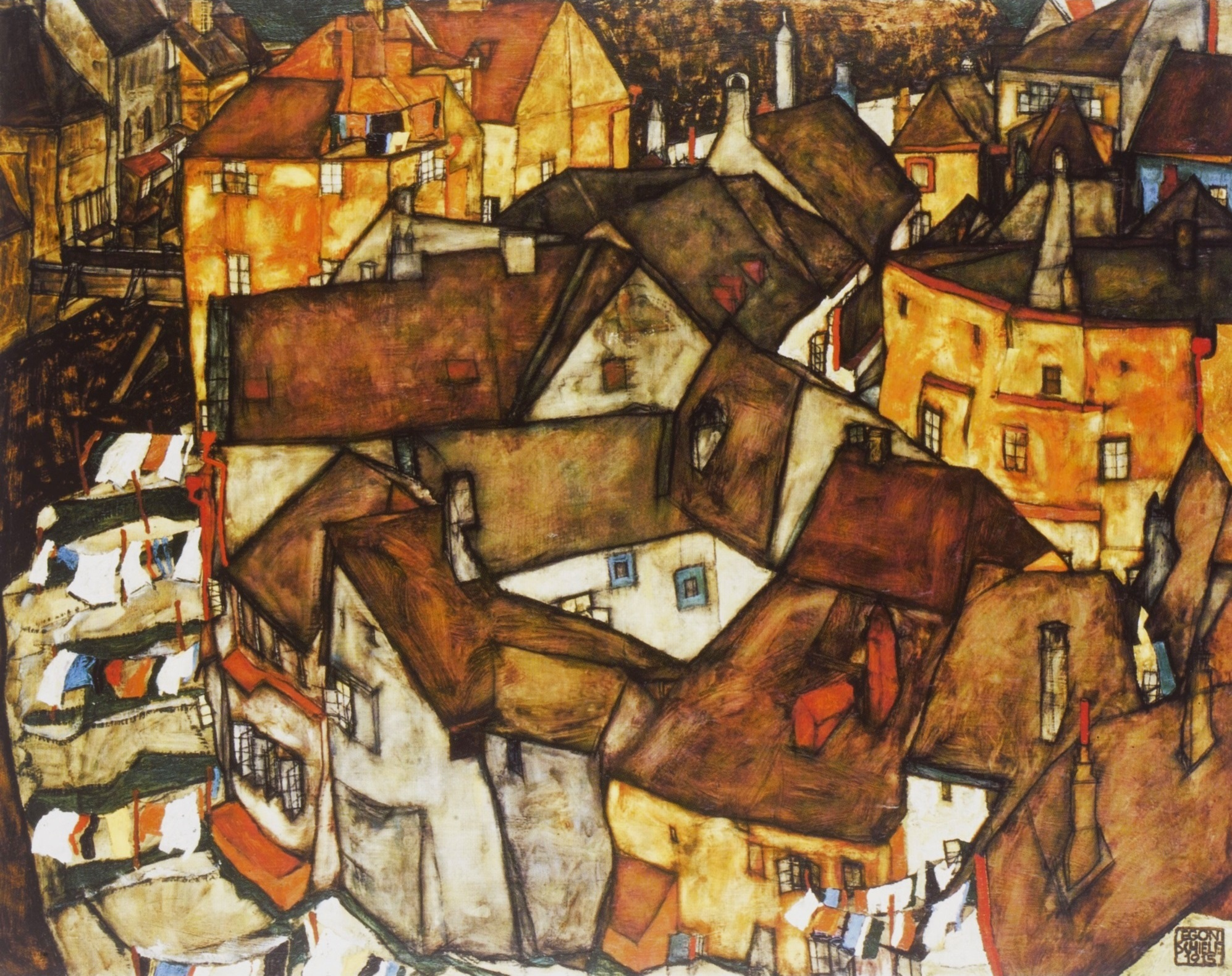
Ulice v Krumlově (1915)
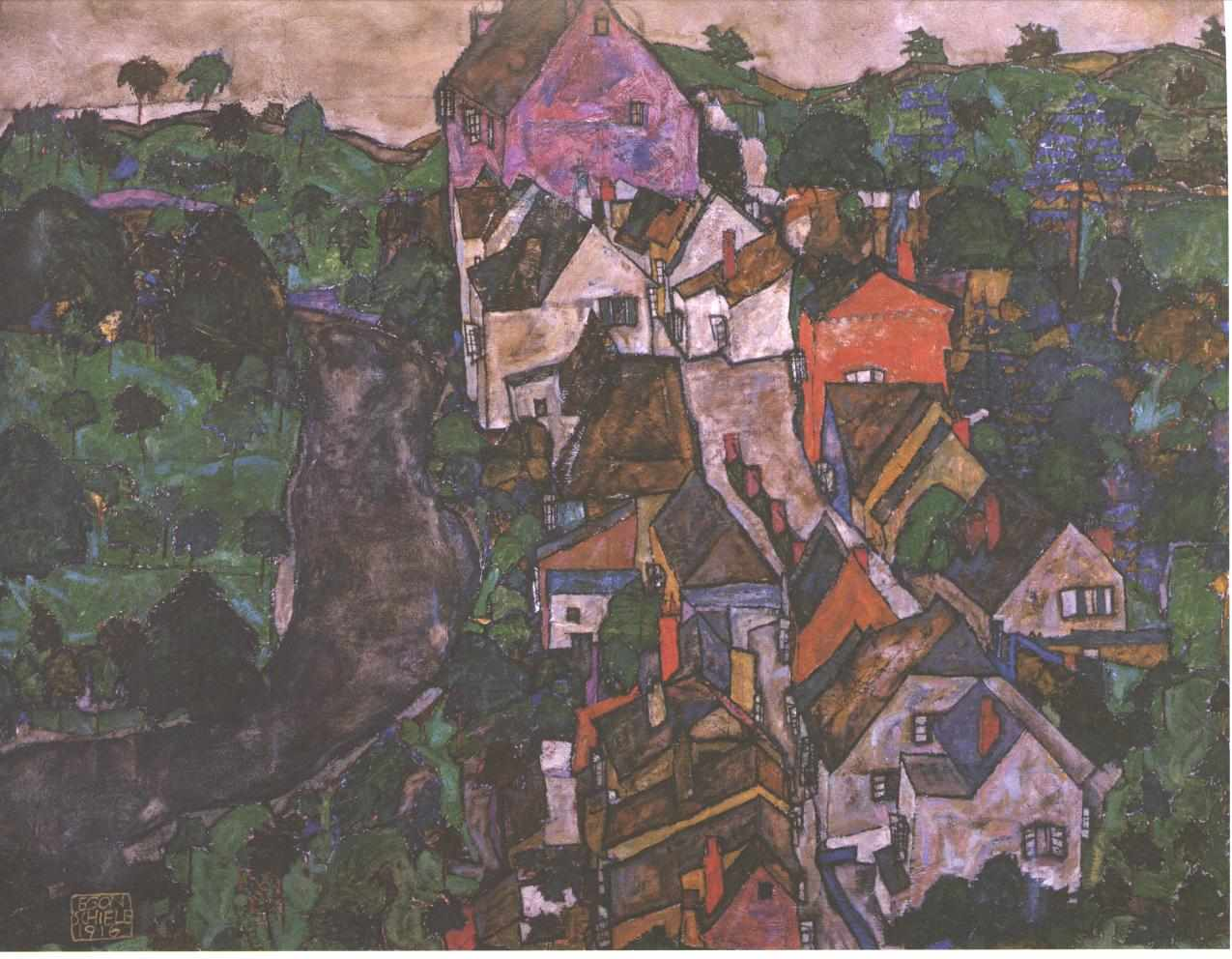
Krajina v Krumlově (1916)
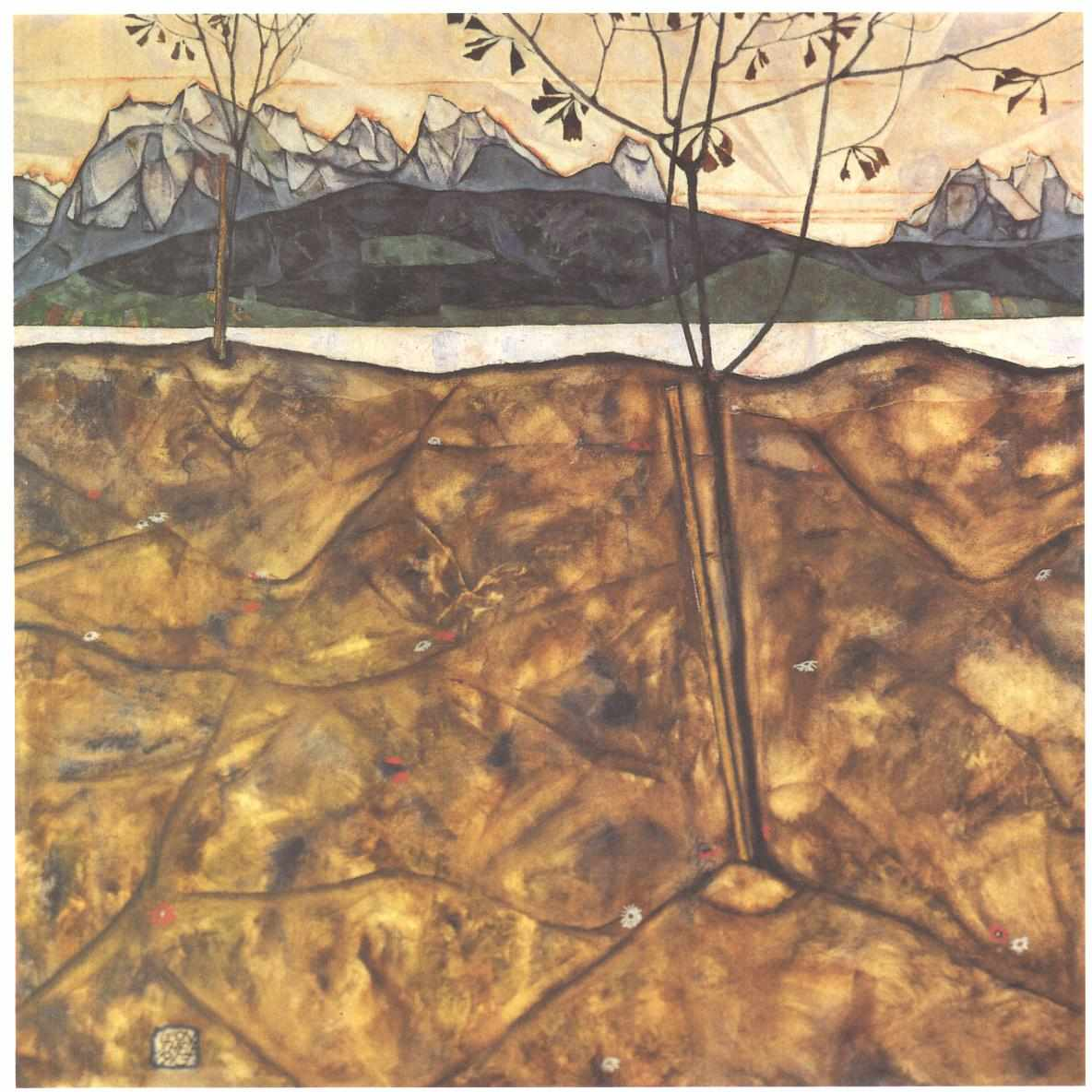
Krajina se dvěma stromy (1913)

### Film
- Egon Schiele [film]. Rakousko, Lucembursko, 2016. Režie Dieter Berner. [ČT Art, 2. prosince 2021 20.15 hod.]
- Schiele in Prison [film]. Velká Británie, 1980. Režie Mick Gold.